# Geschiedenis van de Ojibweg

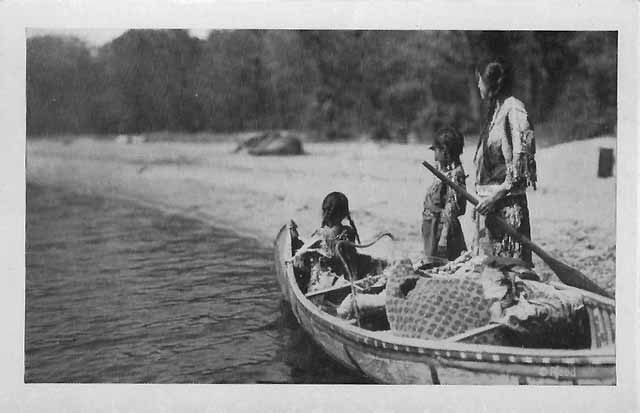
Vanaf de 14e eeuw verspreidden diverse groepen Ojibwe-migranten zich vanuit Baawitigong(Sault Ste. Marie), op de oostelijke helft van het bovenschiereiland van Michigan, zich langs de kustlijn van Gichi-Ojibwe-Gamiing (Bovenmeer), van waaruit ze steeds meer land richting het noorden en westen koloniseerden – tot diep in Canada en de westelijke staten van de huidige VS.

De Ojibweg (spreek uit: o-DJIB-weg) zijn een van oorsprong semi-nomadisch volk dat behoort tot de Algonkische taalfamilie; hun leefgebied bevindt zich rondom de Grote Meren in centraal Noord-Amerika, in het Canadees Schild en een groot gebied ten westen ervan. Ojibwe, meervoud Ojibweg, is een exoniem (sic: naam waarmee ze in de buitenwereld bekendstaan); ze noemen zichzelf van oudsher Anishinaabe (meervoud Anishinaabeg; spreek uit als a-nish-NAAB-ek). In dit artikel wordt het exoniem Ojibweg gebruikt om verwarring met andere, verwante volken te voorkomen. Anishinaabe is namelijk een term die de tevens de etnische en culturele identiteit aanduidt van de Bodéwadmik (Potawatomi), Odaawaag (Ottawa), Odishkwaagamiig (NB’Biising of Nipissing), Mamaceqtaw (Menominee), Omàmiwininiwak (Algonquin), Anishininiwak (Oji-Cree) en Lenni-Lenape (Delaware).

## Inleiding
De Canadese Ojibweg stammen af van de zuidoostelijke Anishinaabe-Ojibweg uit de regio van het Bovenmeer, wier oorspronkelijke thuisland zich waarschijnlijk in de nabijheid van Baawiting bevond, het aan watervallen en stroomversnellingen rijke gebied rondom het huidige Sault Ste. Marie op de grens van het bovenste schiereiland van Michigan en Ontario. (nr.5 op onderstaande migratiekaart). Hier splitsten de Ojibweg zich volgens de Anishinaabe-geschiedschrijving – die gebaseerd is op de inscripties van de Mide-rollen – op in verschillende migratiegroepen. (Andere, eveneens wijdverbreide theorieën, spreken overigens van andere locaties. Ook zijn er veel verschillende interpretaties in omloop over wanneer de splitsing plaatsvond; in elk geval ergens tussen de 8e en de 16e eeuw.) Eén groep migreerde zuid- en oostwaarts naar de huidige staten Michigan, Illinois, Indiana, Ohio, Pennsylvania en het zuiden van de huidige Canadese provincie Ontario; een tweede groep trok langs de noord- en zuidkust van het Bovenmeer naar het westen; een derde groep trok noordwaarts tot diep in Canada, en vervolgens naar het westen, waar zij uiteindelijk, in de 19e eeuw, in British Columbia terechtkwam. Sommige (westerse) wetenschappers menen dat de Ojibweg die zijn uitgewaaierd over dit uitgestrekte gebied, dit niet vanuit Baawiting deden, maar veel noordelijker, vanuit het gebied dat nu Quebec is; dit zou inhouden dat zij (mogelijkerwijs) directe afstammelingen zijn van de Omàmiwininiwak die in dit gebied leefden. Een uitgebreide en diepgaande studie van de herkomst van de 'Algonquin Nation' (zoals zij tegenwoordig bekendstaan) zou meer licht op deze theorie kunnen werpen.
De traditionalisten onder de Ojibweg, met name zij die de religie van de Midewiwin aanhangen, zijn creationisten die niet in de officiële Beringstraat-theorie geloven, laat staan in evolutie in de darwinistische zin. Hun visie over de herkomst van de Anishinaabe-Ojibweg is tweeledig. Enerzijds is er de zuiver creationistische versie, over de eerste Anishinaabeg die na een zondvloed zijn ontstaan op het rugschild van een gigantische bijtschildpad (het huidige eiland Mackinac, Michigan); anderzijds bestaat een meer geschiedkundige, aan de hand van allegorieën vertelde visie, gestoeld op de picturale geschriften van het Lenni-Lenapevolk (de Walam Olum) en de picturale en mondelinge overleveringen van de voorouders van de Ojibweg zelf. In deze (traditionalistische, gemythologiseerde) visie komen de voorouders van de Ojibweg oorspronkelijk van de Noord-Atlantische kust; dit was bij de monding van de Saint Lawrence, in het huidige Quebec, en in een streek dat het kustgebied in het huidige New England omvat. Zij die deze traditionele kijk op de geschiedenis anders interpreteren, denken dat het waarschijnlijker is dat de Ojibweg aan de kust van de Hudsonbaai leefden en van daaruit zuidwaarts trokken naar het Grote Merengebied.

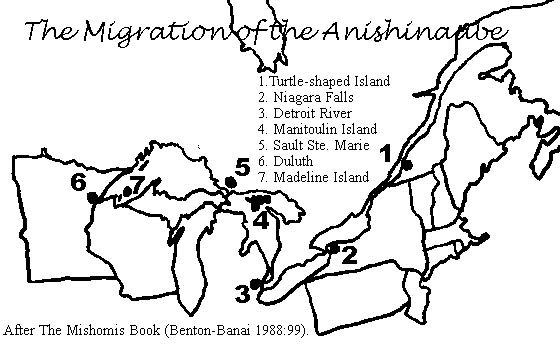
Kaartje met de legendarische migratieroute van de Anishinaabe-Ojibweg, waarbij de nummers corresponderen met de Zeven Vuren (stopplaatsen). De volksverhuizing tussen de eerste en de zevende stopplaats duurde 5 eeuwen; op basis van inscripties in de heilige Midewiwin-rollen wordt vermoed dat ze plaatsvond tussen de 8e en de 14e eeuw. Bron: Mishomis Book by E. Benton Banai.

De officiële (westerse) wetenschap heeft op basis van archeologische vondsten de theorie ontwikkeld dat het Grote Merengebied al 40.000 of 50.000 jaar geleden, maar in ieder geval sinds 1000 v. Chr, bewoond moet zijn geweest door inheemse groepen. Ze onderscheidt hierin drie culturen: de Paleocultuur, de Oude-Kopercultuur en de Boslandcultuur. Volgens deze theorie deed de laatste groep, vooral toen de maïs 2500 jaar geleden zijn intrede in het gebied deed, aan intensieve landbouw; zij zouden de voorouders zijn geweest van de moderne Anishinaabeg, Mamaceqtaw, Meskwakihaki, Wendat, Haudenosaunee en andere inheemse volkeren die daar door de Europeanen werden aangetroffen. Ook wordt wel beweerd dat de voorouders van de Anishinaabeg onderdeel uitmaakten van de Hopewellcultuur uit het Midwesten van de huidige Verenigde Staten; deze traditie stamt uit de periode van 200 voor Chr. tot 500 na Chr.
Aangezien de (nogal magere) archeologische vondsten in het Grote Merenbassin meer vragen dan antwoorden opleveren en er (nog) geen sluitend wetenschappelijk bewijs is over hoelang al de Gichi Gami-Anishinaabeg (Anishinaabeg van de Grote Meren) in het gebied leven, volgt dit artikel in hoofdlijnen de traditionele geschiedkundige kijk van de Ojibweg op de migratie; temeer omdat deze hand in hand gaat met de overleveringen van de Midewiwin, die onmogelijk los gezien kunnen worden van de Anishinaabecultuur en hun hedendaagse (traditionele) wereldbeeld.

## Land van de Dageraad (—- tot 1000 v Chr.)
In een groot gebied dat grenst aan de Noord-Atlantische kust leefde de grote Algonkin-natie (de proto-Algonkins). Deze bestond uit verscheidene volkeren die dezelfde taal spraken (het Algonkin), en die nu bekend staan als (onder andere) de Mi’kmaq, de Abenaki, de Algonkin (of Algonquin) en de Lenni-Lenape (Delaware). In de Walam Olum, die zou dateren van vóór 1600 v.Chr. maar waarvan de echtheid door veel westerse wetenschappers in twijfel wordt getrokken, wordt verhaald over een legendarische trek van west naar oost van de Lenni-Lenape, de voorouders van de Ojibweg en door alle Algonkischsprekende volkeren beschouwd als hun 'grootvader' of primus inter pares.
Hier, in Waabanakiing, het Land van de Dageraad, vormden de Ojibwe Anishinaabeg nog altijd een integraal onderdeel van de macro-Algonkische natie, toen ze, tussen de 2000 tot 3000 jaar geleden, op aangeven van een krachtig visioen dat hen werd aangereikt door zeven mysterieuze wezens uit de oceaan, over het volgen van een mysterieuze stralende miigis (zeeschelp) die hoog aan de westelijke hemel verscheen, een vijftienhonderd jaren durende exodus naar het westen begonnen. De miigis zou veel later, in het Grote Merengebied, bekend worden als mide-miigis, en een centrale rol spelen in de heilige riten van de Midewiwin.

## Migratieroute van de Zeven Vuren (0-1400 na Chr.)

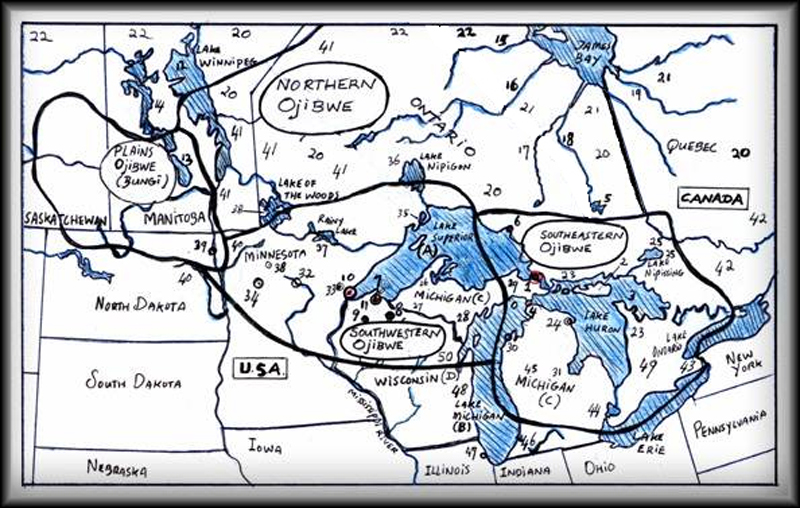
Overzichtskaart van Anishinaabewaki (Anishinaabe Aki), het land van de Ojibweg zoals dat er sinds de 19e eeuw uitziet. De nummers op de kaart corresponderen met een aantal nummers in de tekst. De op de kaart vermelde cijfers corresponderen met de volgende gegevens: A) Gichi-Ojibwe-Gamiing: het grote Zoetwatermeer van de Anishinaabeg. Ojibwe-naam voor Bovenmeer (Lake Superior). B) Mishiigamiing: Groot Meer. Ojibwe-naam voor Michiganmeer (Lake Michigan). C) Ook de staat Michigan, die bestaat uit een noordelijk en een zuidelijk schiereiland, ontleent zijn naam aan het Omàmiwinini /Odaawaa/ Ojibwe-woord Mishiigami(ing). D) Wisconsin: oorspronkelijk een naam die de Myaamiaki (Miami) aan een rivier gaven. In dit gebied, waarover de profeten aan de oostkust al spraken als het beloofde land, vestigden zich (vermoedelijk) aan het eind van de 14e eeuw Ojibwe-migranten uit Baawiting in Noord-Michigan. Bron: www.jaawanart.com, sieraden, trouwringen en achtergrondverhalen over de Ojibwe Anishinaabeg.

De Zeven midemiigisag (heilige kaurischelpen) die in mensengedaante uit de Atlantische oceaan waren gekomen om bij de Algonkin uit Waabanakiing de leerstellingen van de Midewiwin en het oorspronkelijke totemstelsel te introduceren en tevens de profetieën van de Zeven Vuren te verkondigen, spraken van een mysterieus ras met een witte huidskleur dat aan de oostelijke horizon zou verschijnen om de Algonkin dood en verderf te brengen. Om aan deze dreiging uit het oosten te ontkomen raadden deze 'Grootvaders' – die nog altijd bekendstaan als niizhwaaswi n'mishoomisag: "zeven grootvaders" – de Algonkin aan een migratie naar het westen te ondernemen, waarbij ze een stralende miigis (witte kaurichelp) die hoog aan de westelijke hemel stond, moesten volgen. De eerste en de zevende van de Zeven Grootvaders spraken tevens van twee minisan of schildpadvormige eilanden die respectievelijk als eerste en zevende van 7 Vuren de migratieroute zouden markeren; bovendien werd gesproken over het bestaan van een land ten westen van een enorme watermassa, waar 'voedsel op het water groeit' (hiermee werden de wilde-rijstvelden in de huidige staten Wisconsin en Minnesota bedoeld).
Een grote raad werd belegd, en een groot deel van het Algonkische volk besloot gehoor te geven aan de waarschuwing van de Midemiigisag/Mishoomisag. Toen een vrouw naar voren stapte en over een droom vertelde waarin ze op de rug van een waterschildpad stond die zich stroomafwaarts liet meevoeren door een grote rivier die naar het Westen stroomde, werd het begin van de route bepaald: men zou op zoek gaan naar een rivier met een schildpadvormig eiland. Deze plek vond men volgens sommige bronnen in de huidige rivier deOttawa, die van het oosten naar het westen stroomt, daar waar ze de Saint Lawrence kruist; andere bronnen beweren dat het Eerste Vuur niet daar, maar op een eiland verder naar het zuiden werd ontstoken, op het huidige eiland Walpole.
De legendarische, ca. 1500 jaar durende migratie die omstreeks het begin van de (Christelijke) jaartelling op gang kwam (volgens andere bronnen omstreeks circa 900 n. Chr), staat nog altijd bekend bekend als de Niizhwaaso-ishkoden (Ningaanaajimowin) of "(Profetie van) De Zeven Vuren". (De achterblijvers, het Volk van de Dageraad, die waarschijnlijk de voorouders van de Abenaki waren, zijn later bijna geheel uitgeroeid door de Europeanen.) Ter vervolmaking van het miigis-visioen bleven op zeven 'stopplaatsen' groepen Algonkische kolonisten achter, die ieder afzonderlijk zouden uitgroeien tot een zelfstandige natie. De route voerde van de Saint Lawrence langs de Ottawa (Quebec en Ontario), via het Nipissingmeer (Ontario, nr. 25 op de kaart) tot aan de Grote Meren. Zo zou een deel van de Algonkin die bij Mooniyaang (Montreal), de Animikiiwaabad of Wayaanag-gakaabikaa (Niagara Falls, zie nr. 43 op de kaart) en in de streek ten westen van het Eriemeer achterbleven en daar het Eerste, Tweede en Derde Vuur aanstaken, uitgroeien tot een natie die vandaag de dag de Algonquin Nation wordt genoemd; pas jaren later en na vele omzwervingen en ontberingen langs de Grote Meren zou een groep Algonkin – intussen hadden ze reeds de naam Aanishinaabe-Ojibweg aangenomen – het Zevende (en laatste) Vuur aansteken bij het schildpadvormige Mooningwanakaaning, het huidige Madeline Island in het Bovenmeer (nr. 7 op de kaart).
Hier, bij de zevende stopplaats, richtten de Ojibweg het Mide-Medicijnhuis, waarvan ze de mnemonische geschriften en riten helemaal vanuit hun oude leefgebied aan de Atlantische Oceaan hadden meegenomen, voorlopig voor de laatste keer op. De migratie kwam bij Mooningwanakaaning echter nog niet definitief tot een halt; meer kleine Ojibwe-nederzettingen ontstonden ten zuiden (nummers 8, 9 en 11), ten westen (32, 34, 38 etc.) en ten noorden van het Zevende Vuur en hun afstammelingen leven nu nog als tribes en bands (VS) en First Nations (Canada) in reservaten in Minnesota, North Dakota, Manitoba, Saskatchewan en Brits-Columbia.

## Kolonisatie van het Grote Merengebied (700-1750 na Chr.)

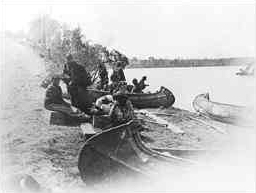
Ojibwe-bootlanding aan de oever van een rivier in het Grote Merengebied.

Na lange omzwervingen, waarbij men iedere keer dat een miigis uit het zand of uit het water opsteeg, wist dat op die plaats een nieuwe kolonie moest komen, kwamen de Anishinaabeg – zoals de Algonkin zich intussen waren gaan noemen – terecht in het Grote Merengebied. Bij het huidige Detroit (nr. 44) (of, volgens andere bronnen, bij Sault Ste. Marie, nr. 1) splitsten ze zich op in 6 hoofdgroepen: de Ojibweg, de Bodéwadmik, de Odaawaag, Misi-zaagiwininiwag (Mississauga), Omàmiwininiwak (Algonkin ) en N’biising (Nipissing); tevens werd, volgens sommige bronnen bij het huidige Detroit (nr. 44) en volgens andere bronnen het huidige eiland Mackinac (nr. 4 ), een machtig politieke "drievurenverbond" tussen de eerste drie groepen gevormd. Wanneer precies de migranten in het Grote Merengebied terechtkwame,n is overigens onbekend. Sommige bronnen die zich baseren op de mnemonische geschriften op de berkenbasten rollen van de Midewiwin, spreken van de 8e of 9e eeuw n.Chr. Maar er zijn ook bronnen die een andere interpretatie van de oude geschriften geven, en de aankomst van de Anishinaabe-migranten in de 15e of 16e eeuw plaatsen.
In dit immens uitgestrekte en praktisch onbewoonde gebied, waarbij ze, volgens verschillende mondelinge en picturale overleveringen, heelhuids langs talloze heilige locaties moesten zien te komen die bewaakt werden door manidoog (mysteries) en gevaarlijke Mishibizhiwag en Mishigenebigoog (onderwatermonsters en onderwereldslangen) en bovendien geregeld werden gehinderd door zwervende, op oorlog beluste Haudenosaunee, staken de Anishinaabe-kolonisten over een periode van enkele honderden jaren het Derde, Vierde, Vijfde, Zesde en Zevende Vuur aan. Dit gebeurde respectievelijk bij het huidige Detroit (no. 44), waar ze een grote krijgsgroep van de Haudenosaunee van zich afsloegen; via Mackinaw (no. 4) op Manitoulan Island (Manidoo Minising, no.2) in het Huronmeer, waar ze voor het eerst in eeuwen weer het Mide-huis oprichtten en dat uitgroeide tot het belangrijkste culturele centrum van de Ojibweg; bij Sault Ste. Marie (Baawiting) in Michigan/Ontario, waar ze voor de tweede maal de riten van de Midewiwin uitvoerden, en dat het belangrijkste politieke centrum van het Ojibwe-volk werd (no. 1); bij Spirit Island nabij Duluth (Minnesota) (no. 10); en bij Madeline Island (Mooningwanakaaning, no. 7) in het Bovenmeer in Wisconsin.
Waar precies de verschillende groepen migranten die vanuit het bovengebied van de Grote Meren verder trokken, langs reisden, hoelang ze erover deden en wanneer precies de verschillende kolonies gesticht werden is iets waarover de (traditionele en westers-wetenschappelijke) meningen uiteenlopen. Waar de meeste bronnen het wel min of meer over eens zijn, is wáár het was dat het Vijfde, het Zesde en het Zevende Vuur werden aangestoken. Volgens de overleveringen van de Ojibweg die nog altijd in de buurt van Sault Ste. Marie leven maar bijvoorbeeld ook bij het Leechmeer in Minnesota, en die gestaafd worden door 19e-eeuwse berkenbasten migratiekaarten (rollen) die bewaard zijn gebleven in verscheidene Amerikaanse en Canadese musea, was het niet een miigis maar een mysterieuze kraanvogel die (waarschijnlijk al vóór de 15e eeuw) boven de stroomversnellingen van de St. Marys River cirkelde, en daar de plek aanwees waar de Algonkische migranten het Vijfde Vuur konden aansteken.
Nadat bij de stroomversnellingen de clans van de ijsduiker, de beer, de meerval en de marter de legendarische stad Baawiting (Sault Ste. Marie) hadden gesticht en zij de kraanvogel een leidende rol hadden gegeven in het Ojibwe-clansysteem, en het Mide-huis andermaal was opgericht, splitste het Anishinaabe-volk (zoals de Algonkische emigranten zich intussen noemden) zich, wellicht wegens overpopulatie, in twee groepen: een 'noordelijke' groep en een 'zuidelijke' groep. De 'noordelijke' groep migranten splitste zich op in een westelijke tak en een zuidelijke tak. De laatste volgde de noordelijke kustlijn van het Bovenmeer richting het westen en zou na vele jaren de zuidelijke groep tegenkomen aan de westkant van het Bovenmeer, en de westelijke tak vervolgde zijn trek naar het westen langs de huidige Rainy River en Red River of the North (nr. 40 op de kaart) over de Grote Vlakten (prairies) – totdat ze uiteindelijk, eeuwen later, de huidige Canadese provincie Brits-Columbia bereikten.

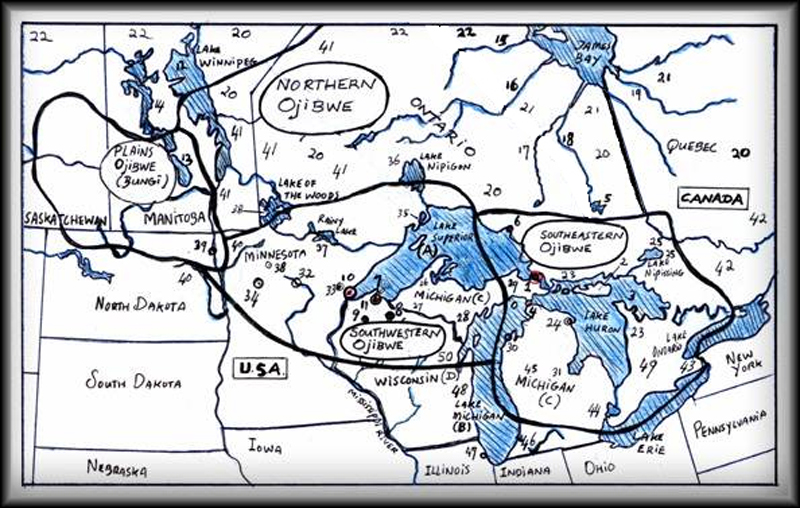
Overzichtskaart van Anishinaabe Aki, het land van de Ojibweg zoals dat er sinds 1800 uitziet. De nummers op de kaart corresponderen met een aantal nummers in de tekst. Bron: jaawanart.com sieraden en achtergrondverhalen over de Ojibwecultuur.

De 'zuidelijke' groep migranten, die de vlucht van de mysterieuze kraanvogel besloot te volgen, volgde intussen de zuidelijke kustlijn van het Bovenmeer. Bij het huidige Duluth in Minnesota verscheen een manidoo (mysterieuze verschijning) aan de kolonisten die hen aanspoorde het Zesde Vuur te ontsteken, op een klein eiland in de baai dat later 'Mysterie-eiland' of 'Eiland van de Geest' genoemd zou worden. Het was hier dat de Ojibweg voor het eerst wilde rijst zagen, precies zoals was voorspeld toen ze nog in hun oude land in het oosten leefden.
De groep 'noordelijke' migranten had intussen de stralende miigis (kaurischelp) langs de noordelijke en westelijke kustlijn van het Bovenmeer gevolgd, trokken langs Gaamiinaadigawayaak (Plaats Waar Veel Bessen Groeien oftewel Thunder Bay, nr. 35) in het huidige Ontario en maakte vervolgens een scherpe bocht naar het oosten. Daar kwamen ze naar verluidt bij het huidige Duluth (nr. 10) de groep 'zuidelijke' migranten tegen die daar intussen door de mysterieuze kraanvogel heen waren geleid. Hier vertelden ze de 'zuidelijke' migranten dat ze hadden gehoord van een eiland ten noordoosten van het Mysterie-eiland, dat, zoals een van de zeven profeten uit het oosten al had voorspeld, de vorm van een schildpad had. Aldus bereikten de Ojibweg de eilanden in Zhaagawaamikong (Chequamegon Bay in Wisconsin, nr. 7 op de kaart). Hier was het, dat de mysterieuze miigis voor de laatste keer aan de emigranten uit het oosten verscheen; het beloofde land was bereikt.
In dit waterrijke gebied dat rijk aan wild was, staken de clans van de ijsduiker, de beer, de meerval en de eland het Zevende Vuur aan en stichtten een grote legendarische stad bij Mooningwanakaaning ('Plaats van de Gele Specht'; het huidige La Pointe op Madeline Island in het Bovenmeer) en richtten er, voor de 4e keer sinds het vertrek van de Atlantische kust, het Grote Medicijnhuis op.
Volgens de mondelinge en picturale overlevering was het op dit eiland dat de religie van de Midewiwin in haar meest pure en oorspronkelijke vorm werd beoefend. De nieuwe kolonie, waarvan de bewoners onder andere maïs en pompoenen verbouwden, in het Bovenmeer visten en op elanden, herten en bizons joegen, werd (volgens sommige bronnen omstreeks 1620) weer verlaten door een aanzienlijke groep kolonisten; een deel keerde, waarschijnlijk om ruilhandel te drijven met de Fransen, naar Baawiting (nr. 1 op de kaart) terug en splitste zich daar na verloop van tijd op in groepen. Een deel trok naar Canada en anderen vestigden zich in het huidige Michigan en Wisconsin. Het andere deel dat Mooningwanakaaning verliet, viel eveneens uiteen in twee divisies: de grootste divisie trok verder naar het westen, en een klein deel kwam terecht ten noorden van het Bovenmeer, in Ontario.
Mooningwanakaaning oftewel Madeline Island werd, met name in de loop van de 17e en 18e eeuw, als strategische 'springplank' gebruikt voor vele expedities naar het zuiden. De Meskwaki haki (Fox) en Dakota (Sioux) werden uit het gebied aan de bovenloop van de rivieren Saint Croix en Wisconsin verjaagd, en nieuwe Ojibwe-kolonies ontstonden landinwaarts, verspreid over het gebied van wat nu Noord-Wisconsin en Minnesota is. De Niizhwaaswi-Ishkodeng, de profetie van de Zeven Vuren die aan het volk in het Land van de Dageraad was verschenen, was intussen voltooid, maar de migratie van de Anishinaabeg die aan de Atlantische kust was begonnen zou pas eeuwen later voorgoed zijn voltooid.

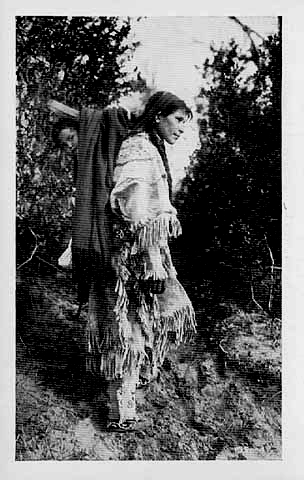
Anishinaabekwe (Ojibwe-vrouw), traditioneel gekleed in 'buckskin' (hertenleer), torst haar baby op haar rug in een dikinaagan of draagwieg. Op deze wijze werden door de eeuwen heen de zuigelingen meegenomen op de lange migratieroutes langs het Bovenmeer. Foto: Roland Reed, 1915. Bron: Minnesota Historical Society.

Omstreeks 1750 was het noorden van Wisconsin, een streek die oorspronkelijk door de Meskwakihaki en Dakota was bewoond en vele meren telde die al jaren door de Odaawaag waren bevist, definitief door de van Mooningwanakaaning afkomstige Ojibweg gekoloniseerd. Zo ontstonden omstreeks 1745 Ojibwe-nederzettingen bij Odaawaa-zaaga'iganing oftewel Lac Court Oreilles, nr. 9 op de kaart, en twee decennia later Waaswaaganing oftewel Lac du Flambeau, nr. 11 op de kaart, en weerklonk de midewe’igan, de heilige watertrommel van de Midewiwin, luid door de vallei die de rivier de Chippewa omsluit (de huidige Chippewa Valley). Rechts van Waaswaaganing vestigden zich de Zaka'aaganing en Wiikwedong die nu nog steeds in respectievelijk de reservaten Mole Lake en Keweenaw Bay (nr. 26) leven, en afstammelingen van andere groepen migranten die zich in het noordelijke deel van Wisconsin vestigden, heten tegenwoordig de Red Cliff Band of Lake Superior Chippewa, Sokaogon Chippewa Community en St. Croix Chippewa Indians (niet te verwarren met de St. Croix Band of Chippewa Indians uit Minnesota, die deel uitmaken van de Misi-zaaga'iganiingininiwag van Mille Lacs).
Verder naar het westen hadden de Misi-zaaga'iganiingininiwag, die van de 'noordelijke' groep migranten afstamden en tegenwoordig in het reservaat Mille Lacs wonen, rond 1750 oostelijk Minnesota definitief tot hun territorium gemaakt. Tevens hadden zich aan de westkant van het Bovenmeer Ojibwe-kolonisten bij Nagaajiwanaang (Fond du Lac, nr. 33 op de kaart) en  Gichi-onigamiing (Grand Portage Bay) gevestigd, en in het noorden van Minnesota gold hetzelfde voor de Zagaakwaandagowininiwag van de Bois Forte Bands (Nett Lake, Deer Lake en Vermillion Lake). In het uiterste noorden van Minnesota en net over de grens van Canada, in Ontario, vestigden zich verder de Miskwaagamiiwizaga'iganiing van Red Lake (nr.38), die gedeeltelijk afstamden van de (historische) Pembina Band. Nadat de Mekamaadwewininiwag, die zich gedurende de achttiende en begin 19e eeuw op uiterst energieke wijze een weg baanden vanaf de Chequamegonbaai in Wisconsin een kolonie bij Gaa-zagaskwaajimekaag (het huidige Leechmeer, nr. 32) hadden gesticht, trokken ze nog verder westwaarts en vestigden zich bij Gaa-waabaabiganikaag (het huidige White Earth in Oost-Minnesota, nr. 34).
De voortvarende wijze waarop deze band die net als de kolonisten van Red Lake gedeeltelijk van de historische Pembina Band afstammen, het nieuwe grondgebied binnendrong waarbij ze de Dakota uit hun leefgebieden joegen, leverde hen de weinig vleiende naam "Pillagers" (plunderaars) op.
Hier, ten zuiden en ten westen van het Bovenmeer, in het noordwestelijke deel van de huidige staat Wisconsin, in het noorden van wat nu Minnesota is en het zuidwestelijkste puntje van de huidige provincie Ontario, was de profetie over de westelijke migratie van de Anishinaabeg bewaarheid geworden: de Ojibweg hadden na vele omzwervingen en het aansteken van zeven kampvuren het beloofde land bereikt "waar voedsel (manoomin oftewel wilde rijst) in het water groeit". Toch kregen de nieuwkomers het land beslist niet cadeau. Tot diep in de 18e eeuw leverden ze strijd met vijandige Dakota, die hun jachtgronden in (het huidige) Wisconsin en Minnesota wilden beschermen en zich verzetten tegen de positie van tussenhandelaar die de Anishinaabeg innamen bij de meer in het noorden levende Ayisiniwak en Hohe Nakota; zij waren de traditionele vijanden van de Dakota. Ook kwamen de Ojibweg in conflict met de Meskwakihaki ('Fox tribe') uit het huidige Wisconsin, die zich aanvankelijk als vaste handelspartners van de Fransen beschouwden en zich bedreigd voelden door de ondernemende en assertieve opstelling van de nieuwkomers uit het oosten. Toen de Meskwakihaki in 1712 in oorlog met de Fransen raakten – die bevriend waren met de Ojibweg – werd de vijandschap tussen beide inheemse naties alleen nog maar groter.

## De diaspora voltooid (1701-1916)
Synchroon met de grote westelijke migratiestromen, die zowel langs de noordelijke als de zuidelijke kustlijn van het Bovenmeer waren gelopen en waarvan de historische Ojibwe-kanoroutes nog altijd een stille getuige vormen, ondernamen talloze kleine groepen ambitieuze Ojibwe-avonturiers aanvullende expedities en vestigden zich, na eerst rivaliserende inheemse groepen te hebben verjaagd, op locaties ten westen en noorden van het Grote Merenbassin en het Canadees Schild.

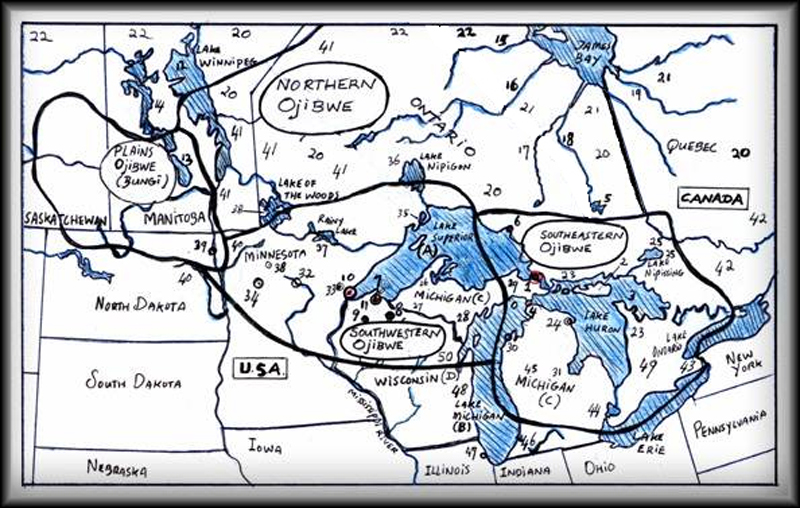
Overzichtskaart van Anishinaabe Aki, het land van de Ojibweg zoals dat er sinds 1800 uitziet. De nummers op de kaart corresponderen met een aantal nummers in de tekst. Bron: jaawanart.com sieraden en achtergrondverhalen over de Ojibwecultuur.

In 1701 waren het zuidelijke schiereiland van Michigan en geheel Zuid-Ontario gekoloniseerd. Hier ontstond de cultuur die we tegenwoordig de zuidoostelijke Ojibwecultuur noemen. Voortgedreven door de explosief groeiende pelshandel met de Fransen waren in de jaren twintig van de 18e eeuw steeds meer groepen van zuidwestelijke Ojibweg aan de westkant van het Bovenmeer terechtgekomen, waar ze, in 1737, in oorlog raakten met de daar wonende Dakota. Gedurende de eeuw erna werden de Dakota voorgoed uit noordelijk Wisconsin en Minnesota gedreven, de Missouri over, waar ze zich noodgedwongen aanpasten aan de bizoncultuur van hun verwanten, de Lakota en Nakota/Nakoda. Ojibwe-bands die eind 18e, begin 19e eeuw het Red Rivergebied van West-Minnesota en oostelijk North Dakota binnendrongen voerden behalve met de Dakota oorlog met andere Siouansprekende naties zoals de Nuxbaaga (Hidatsa) en de Sahnish (Arikara), maar ook met hun Algonkisch sprekende verwanten de Tsistsistas (Cheyenne), en verjoegen ook deze volken voorgoed naar de westelijke prairiegebieden.
Ook in Canada hielden de migratiestromen nog een tijd aan: zo migreerden noordelijke Ojibwe-bands die sinds 1700 vanuit Baawiting in Ontario waren aangekomen, steeds verder westwaarts. De Goojijiwininiwag stichtten bij het huidige Rainy Lake "Nigigoonseminikaaning" (Plaats van de Jonge-Otterbessen, nr. 37 op de kaart), en eind 18e eeuw kwamen er kolonies bij Lake Winnebago en Lake of the Woods (nr. 38). Hier leven ze vandaag de dag nog altijd in reservaten: zo staat bijvoorbeeld sinds 1873 Nigigoonseminikaaning bij de Canadese overheid bekend als Rainy Lake Reserve oftewel 'Red Gut' (nr. 37).
Nadat verschillende Ojibwe-bands, meest afstammelingen van de historische Pembina Ojibweg, aan het eind van de 18e eeuw Manitoba en North Dakota hadden bereikt (de Nêhiyawak oftewel Plains Cree, nadat hun populatie omstreeks 1782 wegens pokkenepidemieën sterk was gedecimeerd, nodigden de Ojibweg actief uit om in hun midden te komen leven), adopteerden ze de bizoncultuur (prairiecultuur) van hun Cree-verwanten en trokken verder westwaarts, naar gebieden die in het huidige Montana en Saskatchewan liggen. Nadat ze zich omstreeks 1820 paarden hadden verworven trok een aantal van deze nieuwkomers – die zichzelf Nakawēk noemden – eveneens naar het huidige Edmonton, in de provincie Alberta, om daar handel te drijven. Het was omstreeks deze periode dat de namen Plains Saulteuax en Plains Ojibwe ontstonden om deze groepen aan te duiden.
In aanvulling op de hierboven beschreven migratiestromen trokken andere groepen kolonisten vanuit Baawiting naar het zuiden, waar ze – eveneens eind 18e eeuw – in de streek terechtkwamen die het noorden van de huidige staten Illinois en Ohio omvat.
Tussen de 14e eeuw en de 19e eeuw hadden de Ojibweg vanuit Baawiting, op de oostelijke helft van het bovenste schiereiland van Michigan, zich verspreid over een immens gebied dat de huidige Canadese provincies Ontario, Manitoba, Saskatchewan en Brits-Columbia omvat, alsmede de huidige Amerikaanse staten Michigan, Minnesota, Wisconsin, Illinois, Indiana and Ohio. Geen enkel volk uit die tijd had controle over zo een immens groot gebied als de Anishinaabe-Ojibweg! Uiteindelijk, in 1916, vier eeuwen nadat groepen Ojibweg zich hadden gevestigd in Minnesota en Wisconsin (waar het Zevende en laatste Vuur was aangestoken), trok – via de Turtle Mountains in North Dakota – een groep van Ojibwe-kolonisten, de Little Shell Band, zelfs zover westwaarts als de Bear Paw Mountains in Centraal-Montana, waar ze tegenwoordig als 'Chippewa' in reservaten leven.
Na een energieke en massale volksverhuizing naar het westen die ruim duizend jaar had geduurd, was de epische diaspora van het Anishinaabe-volk eindelijk definitief voltooid.

## Bevolkingsaanwas ten tijde van de migratie (900-1850 na Chr.)
Toen de Anishinaabe-Ojibweg vanuit Baawiting (Sault Ste. Marie) landinwaarts trokken om nieuwe kolonies te stichten, werden talrijke andere, meestal verwante groepen binnen de natie opgenomen. Hierdoor werd de populatie en culturele invloed groter, en werden ernstige verliezen aan pokkenepidemieën – zoals in 1670-71 bij Sault Ste. Marie, waar de populatie van de daar levende Baawitigowininiwag tot minder dan 200 zielen werd gereduceerd – met gemak gecompenseerd.
Deze nieuwe aanwas bestond bijvoorbeeld uit de Noquet (de Beervoetnatie, die oorspronkelijk deel uitmaakte van de Mamaceqtaw ), de Nigigoueg (de Otternatie), de Amikwa (de Bevernatie), de  Marameg (de Meervalnatie) en de Mandwe (voorheen een onderdeel van de Meskwaki); ook vele Odaawaag werden in de loop van de tijd geadopteerd.
Deze en andere groepen die werden opgenomen, kunnen worden geïdentificeerd aan de hand van hun doodem (clantotem). Voorbeelden van vreemde, Siouan sprekende groepen (afstammelingen van de Dakota die al bij de stroomversnellingen en watervallen van Baaweting leefden voordat de Anishinaabe-migranten daar arriveerden) die in de Ojibwe-natie werden opgenomen staan bekend als de Ma'iingan-doodem (Wolfclan) en de  Awaazisii-doodem (Dwergmeerval-clan). Ten slotte namen de Ojibweg mensen in hun gelederen op die van de Euro-Amerikanen afstammen; deze kunnen worden geïdentificeerd via hun lidmaatschap van de Migizi-doodem (Amerikaanse-Zeearendclan). Maar ook waren er Ojibwe-clans die door andere volken werden geadopteerd: een bekend voorbeeld is de Nibiinaabe-doodem (Clan van de zeemeerman), die nu door het leven gaat als de “Watergeestclan” van de Ho-Chunk (volk) (Winnebago).

## Het Verbond van de Drie Vuren (796 tot —-)

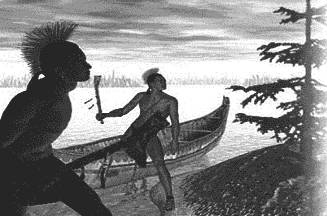
Ojibwe ogichidaag (krijgers) uit het zuidelijke Grote Merengebied met 'roach headdress' en traditionele 'gun stock' krijgsknots. Ze besluipen bij dageraad een vijandelijk kamp aan de oevers van een meer. De Ojibweg, hoewel ze van nature beslist niet krijgszuchtig waren, golden door de eeuwen heen als zeer kundige en gevreesde krijgers en zijn nooit door een andere inheemse natie verslagen. Bron:www.lacduflambeautribe.com

Nadat ze aan de noordzijde van het Eriemeer waren getrokken en hun Midewatig (Medicijnhuis) hadden opgezet bij wat nu Detroit is (nr. 44), kwamen de Anishinaabeg circa 1200 jaar geleden aan bij Michilimackinac (de streek rond het huidige eiland Mackinac, tussen het Huronmeer en het Michiganmeer, nr. 4 op de kaart). (Volgens een in de literatuur beschreven interpretatie van de heilige Midewiwin-rollen werd de Raad van de Drie Vuren hier in 796 na Chr. opgericht.) Hier splitste – volgens de Midewiwin-leer – het grote Anishinaabe-volk zich op in drie hoofdgroepen die elk een bepaalde taak of verantwoordelijkheid op zich namen: in volgorde van importantie waren dit de Ojibweg (de hoeders van het geloof en de houders van de Heilige Watertrommel van de Midewiwin), de Bodéwadmik of Bodwe’aadamiinhk (de hoeders van het vuur) en de Odaawaag (zij die handel dreven). Voordat ze ieder hun eigen weg gingen vormden de kersverse naties eerst een politiek-militaire alliantie, die bekend zou worden als De Raad van de Drie Vuren of Niswi-mishkodewin (Niswi-Ishkodeng).
Hiermee konden ze een sterke vuist maken tegen hun erfvijanden uit het zuiden: de Dakota, de Ho-Chunk (Winnebago) en de Meskwakihaki (Fox). Maar het grootste gevaar kwam uit het oosten, in de vorm van de Haudenosaunee-confederatie: vooral de oostelijke divisies de Onyota’a:ka (Oneida) en de Kanien’kehaka (Mohawk) – voor de laatsten hadden de Ojibweg de weinig vleiende naam Naadoweg (Ratelslangen) bedacht – ontpopten zich als geduchte tegenstanders. Met hen en andere inheemse volken voerden de Ojibweg door de eeuwen heen felle strijd om zich te bewijzen als krijgers, maar ook om hun jachtgronden en de hegemonie over de pelshandel met de Fransen en Britten te verdedigen.

## Contact met de Europeanen en Amerikanen (1618-1871)
Anishinaabe Aki, het thuisland van de Ojibweg, lag ver ten noorden van de gebieden waar zich het merendeel van de Europese kolonisten vestigde en daardoor hebben de culturele rijkdom van de Anishinaabe Ojibweg en veel van de krijgsoverwinningen die ze op andere inheemse volkeren behaalden nooit de juiste erkenning gekregen.
Het feit dat er zoveel verschillende namen voor de Ojibweg waren en ze uit zoveel divisies bestonden heeft ertoe bijgedragen dat nooit precies duidelijk was hoe groot het volk precies was. Daar komt nog bij dat lang niet alle Ojibwe-bands bij de oorlogen tussen de Fransen en Britten betrokken waren en, in tegenstelling tot bijvoorbeeld de Lakota, Tsitsistas of N’de, niet doorlopend met de Gichi-mookomaanag (Amerikanen) vochten. Als Chippewa sloten zij meer verdragen met de Amerikanen dan welk inheems volk in Amerika dan ook. Alleen al met de Britten en Fransen en de Canadezen sloten zij meer dan 30 verdragen.
De Europeanen kwamen in de bovengebieden van de Grote Meren om in bont te handelen, en toen zij de gronden van de Ojibweg zagen achtten zij deze aanvankelijk niet geschikt om te bebouwen. Van kolonisatie was dan ook voorlopig geen sprake. Tussen 1836 en 1867 bezocht een aantal Amerikaanse bedrijven het gebied ook voor de minerale grondstoffen en voor de houtkap, maar ook toen was het nog steeds een relatief dunbevolkt gebied. Als gevolg hiervan slaagden de Ojibweg, zeker in vergelijking met de meeste andere inheemse volkeren, er goed in om hun oorspronkelijke land te behouden en hun culturele erfgoed in stand te houden. Dit erfgoed is door de eeuwen heen relatief goed bewaard gebleven – aan vele opeenvolgende generaties doorgegeven – dankzij de Midewiwin, het filosofisch-religieuze-medicinale genootschap dat ook wel bekendstaat als het Grote Medicijnhuis.

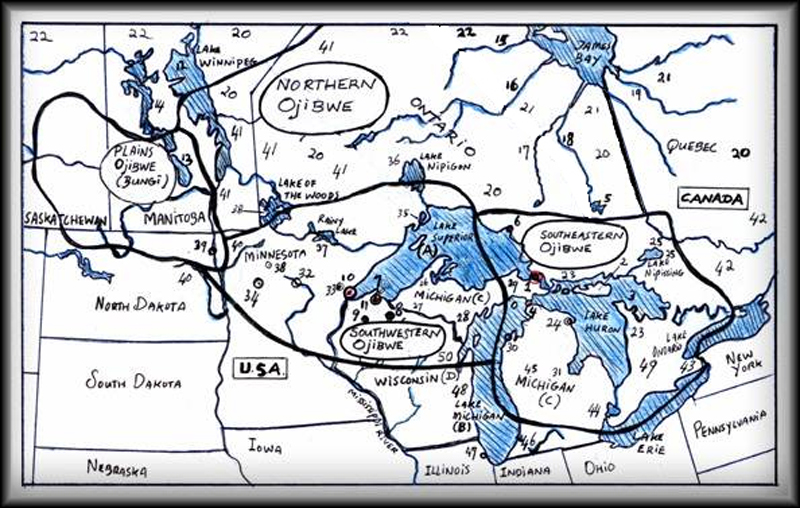
Overzichtskaart van Anishinaabewaki (Anishinaabe Aki), het land van de Ojibweg zoals dat er sinds de 19e eeuw uitziet. De nummers op de kaart corresponderen met een aantal nummers in de tekst. De op de kaart vermelde cijfers corresponderen met de volgende gegevens: A) Gichi-Ojibwe-Gamiing: het grote Zoetwatermeer van de Anishinaabeg. Ojibwe-naam voor Bovenmeer (Lake Superior). B) Mishiigamiing: Groot Meer. Ojibwe-naam voor Michiganmeer (Lake Michigan). C) Ook de staat Michigan, die bestaat uit een noordelijk en een zuidelijk schiereiland, ontleent zijn naam aan het Omàmiwinini /Odaawaa/ Ojibwe-woord Mishiigami(ing). D) Wisconsin: oorspronkelijk een naam die de Myaamiaki (Miami) aan een rivier gaven. In dit gebied, waarover de profeten aan de oostkust al spraken als het beloofde land, vestigden zich (vermoedelijk) aan het eind van de 14e eeuw Ojibwe-migranten uit Baawiting in Noord-Michigan.

Volgens verschillende bronnen werd omstreeks 1540 melding gemaakt van Europese ontdekkingsreizigers die in het oosten waren aangekomen; dit nieuws zou de Ojibweg van Mooningwanakaaning (Madeline Island) uit Wisconsin hebben bereikt. Hiermee zagen de Ojibweg de voorspelling die hen ruim 600 jaar eerder in hun oude land in het oosten was aangereikt (over mensen met een bleke gelaatskleur die in schepen in het oosten zouden verschijnen), bewaarheid worden. De Ojibweg hebben altijd een sterke traditie gekend waar het om het voorspellen van de komst van de Europeanen betreft: zo had een profeet uit de 15e eeuw een visioen over "mannen met een vreemd uiterlijk, met een huid zo wit als sneeuw, met lang haar op hun gezichten. Ze reisden in prachtige grote kano's met vleugels zoals van een gigantische vogel. De mannen dragen lange en scherpe messen, en lange zwarte buizen waarmee ze op Anishinaabeg (mensen) en awesiyag (dieren) richten. De buizen veroorzaken rook dat in de lucht opstijgt zoals de rook uit onze pijpen, en ze produceren vuur en een verschrikkelijk lawaai". Niet lang na deze voorspelling ging een groep Ojibweg op onderzoek uit en, terwijl ze stroomafwaarts van de St. Lawrence voeren, stuitten ze hier (waarschijnlijk) voor de eerste keer op Europeanen. Het ging hier waarschijnlijk om een expeditie van John Cabot (1497) of Jacques Cartier (1535). In 1615 bereikte de Fransman Samuel de Champlain de oostkust van Georgian Bay in Quebec, en in 1618 bereikte een andere Fransman het Bovenmeer. De eerste Europeanen die een vage beschrijving van de Ojibweg in hun eigen omgeving gaven, waren eveneens Franse ontdekkingsreizigers; dit was vermoedelijk in 1623, op het bovenste schiereiland van Michigan.
Hier troffen zij bij de stroomversnellingen van Baawiting een volk aan dat op dat moment in een hevige strijd was gewikkeld met andere inheemse volken. Deze groep, die zichzelf Baawitigowininiwag of 'Volk bij de Stroomversnellingen' noemde, en waarvan (een deel van de) de afstammelingen tegenwoordig officieel als de Sault Tribe Of Chippewa Indians door het leven gaat, werd door de Fransen Saulteurs (zij die aan de stroomversnellingen leven) genoemd. (De naam Saulteaux, die nu nog wordt gebruikt voor de Nakawewinini-Ojibweg uit Canada, is afgeleid van deze naam.) Toen ze wegens intensieve pelshandel met de Fransen steeds verder westwaarts trokken om handel te drijven, tot voorbij het Bovenmeer, raakten de Ojibweg in 1737 (weer) in oorlog met de Dakota (Santee Sioux). De Ojibweg kregen begin 17e eeuw wapens van de Odaawaag, die ze van de Fransen betrokken in ruil voor bont, maar later ook van de Fransen zelf. Hiermee konden ze zich verdedigen tegen agressieve krijgersgroepen van de Haudenosaunee (Irokezen), en hun erfvijanden de Meskwakihaki (Fox) en Dakota verjagen, respectievelijk vanuit Michigan naar Wisconsin en vanuit Noord-Michigan en Wisconsin tot voorbij de Missouri.
In de 17e eeuw werden verschillende inheemse gemeenschappen op het bovenste schiereiland van Michigan getroffen door Europese ziektes, waartegen zij geen resistentie hadden. In 1661 leidde een verwoestende pokkenepidemie er zelfs toe dat bij Sault Ste. Marie de Baawtitigowininiwag bijna geheel uitstierven.

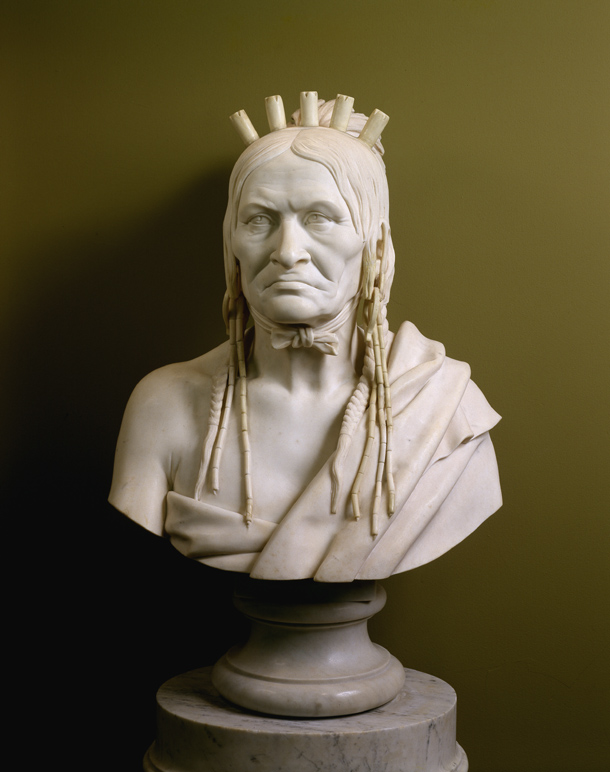
De Amerikaanse Senaat bezit deze opmerkelijke marmeren buste van Bizhiki (Bizon), een prominente leider van de Mekamaadwewininiwag (Pillager band) uit Noord-Wisconsin, die door de Amerikanen Chief Buffalo werd genoemd. (Niet te verwarren met de gelijknamige leider uit Mooningwanakaaning oftewel La Pointe in Madeline island, Wisconsin.) In 1855 kwam hij naar Washington, D.C. als lid van een Ojibwe-verdragsdelegatie, waar hij poseerde voor de Italiaanse beeldhouwer Francis Vincenti. In zijn jonge jaren onderscheidde Bizhiki (die zich toen nog Bizhikiins oftewel Kleine Bizon noemde) zich als gerespecteerde strijder van zijn volk, dat gedurende vele jaren een grote reeks bekwame ogichidaag (krijgers) voortbracht in de oorlog tegen de Dakota en Meskwakihaki. Bizhiki, die tot de Makwa-doodem (Beerclan) behoorde, verwierf afgezien van zijn krijgsdaden tegen de Dakota bekendheid als een Ojibwe-leider die zich in de voorhoede bevond in de contacten met de Amerikanen. In 1863 tekende Bizhiki het Verdrag van 1863, op basis waarvan een aantal permanente reservaten in Minnesota ontstonden: onder andere Gaa-zagaskwaajimekaag (Leech Lake Indian Reservation).

Ook de oorlogen met hun traditionele erfvijanden, de Dakota en Haudenosaunee, eisten hun tol bij de Ojibweg en hun bondgenoten in Noord-Michigan. In 1667 dwongen de Fransen tijdens de Beaver Wars de Haudenosaunee-confederatie tot het sluiten van een vredesverdrag met Frankrijk, die ook betrekking had op de inheemse bondgenoten en handelspartners van de Fransen. Dankzij de (kortstondige) gevechtspauze die hieruit voortkwam, konden de Fransen ongestoord het Grote Merengebied verder in kaart brengen. Dit veroorzaakte de komst van meer en meer coureurs des bois, met in hun kielzog jezuïetenpaters. De situatie die ze in 1668 aantroffen in het gebied van het huidige Wisconsin en het bovenste schiereiland van Michigan was dramatisch: hongersnood, pokkenepidemieën en doorlopende gevechten tussen inheemse naties onderling waren aan de orde van de dag. Het kweken van maïs op de zuidelijke oevers van het Bovenmeer was – zelfs voor landbouwvolkeren als de Odaawaag en Wendat – praktisch onmogelijk en iedere winter bezocht de hongerdood de nederzettingen van Ojibweg en hun bondgenoten; soms dwong de honger hen zelfs hun eigen mocassins te eten.
Tot overmaat van ramp vormde een grootschalige overbejaging op wild en pelsdieren de oorzaak van een weer oplaaiende oorlog met de Dakota. De Fransen, die (op dat moment) belang hadden bij vrede en stabiliteit in de regio, ondernamen hierop pogingen vrede te stichten tussen de gezworen vijanden, hetgeen in 1671 resulteerde in een Grote Raadsvergadering bij Sault Ste. Marie (Baawiting). Het vredesverdrag dat hieruit voortkwam betekende in de praktijk dat het Grote Merengebied formeel door Frankrijk werd geannexeerd; dit maakte de weg vrij voor een exploderende handel in bont, die alle inheemse volkeren in het gebied de erop volgende tweehonderd jaar in een ijzeren greep zou houden.
Gedurende de 18e eeuw speelden zich verschillende oorlogen en veldslagen af in en rondom Anishinaabe Aki (het Ojibwe-grondgebied), die direct te maken hadden met de strijd van de Anishinaabe-volken voor hun land en voedselbronnen en hun positie in de pelsdierenhandel. Verschillende Ojibwe-krijgsleiders speelden een belangrijke rol in deze campagnes, gericht tegen de oprukkende Europeaanse kolonisten die een serieuze bedreiging vormden voor de Ojibwe- jachtgronden en Ojibwe- handelsbetrekkingen. Zo leidde gedurende de Franse en indiaanse oorlog (1754-1763) het vermaarde krijgshoofd Waab-ojiig (Witte Vissermarter) Ojibwe-krijgers vanuit Chequamegon Bay (in het huidige Wisconsin) helemaal naar het noordelijk deel van de staat New York om daar strijd te leveren. Het verzet tegen de oprukkende Europeaanse kolonisten in het zuidelijke Grote Merengebied hield onverminderd aan, tot aan de Oorlog van 1812.
Toen de Fransen voorgoed door de Engelsen waren verslagen en de Engelsen vervolgens de oorlog van 1812-1815 verloren van de Amerikaanse kolonisten en zich definitief terugtrokken in het gebied dat nu Canada heet, kwam de cultuur van de Anishinaabe-Ojibweg in de VS pas serieus onder druk te staan. De intentie van de Amerikanen was totaal anders dan die van de Fransen en Engelsen, wie het vooral om handeldrijven met de Ojibweg te doen was geweest. De pelshandel met de Amerikanen, die nog tot 1850 werd voortgezet, kreeg een aanmerkelijk agressiever kapitalistisch karakter, en met de pelshandelaren drongen ook bedrijven de Ojibwe-gebieden binnen die zich nieuwe doelen stelden: exploitatie van bosland- en mijnbouw. Steeds meer kolonisten volgden de nieuwe economische bedrijvigheid in Anishinaabe Aki, en tussen 1837 en 1854 werd nagenoeg het hele Ojibwe-territorium in de VS via verdragen overgedragen aan de Amerikaanse autoriteiten. In Canada kwam deze ontwikkeling pas later op gang, deels omdat zich hier veel minder kolonisten opdrongen, en deels omdat de verdragen die de Canadese overheid vanaf 1871 met de Anishinaabe-Ojibweg sloten, de zogenaamde 'numbered treaties', een integraal onderdeel vormden van de verdragen die ze met de Métis sloot.

## De sociaal-politieke achtergrond van de pelshandel in het Grote Merengebied (17e – 19e eeuw)
De Ojibweg uit de bovenste regio van de Grote Meren begonnen in de 17e eeuw op steeds grotere schaal bever-, otter- en martervellen te verhandelen met de Frans-Canadese coureurs des bois; met het krediet van de Fransen kochten ze ijzeren gereedschappen en wapens, kledingstoffen, ornamenten en zelfs voedsel dat ze voorheen zelf produceerden. In de loop van de 17e eeuw waren ze zo intensief bij deze handel betrokken dat de Fransen hun taal de officieuze taal van de pelshandel bij de noordelijke Grote Meren maakten. Zowel de Ojibweg als de Fransen voeren aanvankelijk wel bij de pelshandel. De pelshandel en de Franse kredieten brachten de Ojibweg – behalve luxeproducten die het leven in de subarctic makkelijker maakten – geweren en de geweren maakten hen sterker dan hun vijanden. Maar tegelijkertijd werden ze ook afhankelijk van de Fransen (en later de Britten en Amerikanen). Omdat zij onderhandelden met de Fransen werd de macht van de ogimaag (opperhoofden) steeds groter, de bands groeiden en ze begonnen op steeds grotere schaal met elkaar samen te werken en dit vooral ten tijde van de Beveroorlogen (1630-1700) tegen de Haudenosaunee (Irokezen). Deze ontstane traditionele banden droegen bij aan de gemeenschappelijke eenheid en een gemeenschappelijke doel.
In de tweede helft van de 17e eeuw hadden de Ojibweg en Odaawaag en hun bevriende buren in het noorden, de Cree, een zeer dominante positie in de pelshandel bereikt; deze positie hadden ze mede te danken aan de gunstige ligging van Anishinaabe Aki tussen de leefgebieden van de Dene (Athabasken) uit noordelijk Canada en de grote Europese pelshandelmaatschappijen in en rondom het Grote Merengebied. Aldus werd een territoriale expansie door de Ojibweg richting het westen en noorden in gang gezet die haar weerga in de geschiedenis niet had en voortduurde tot in de jaren dertig van de 19e (!) eeuw.

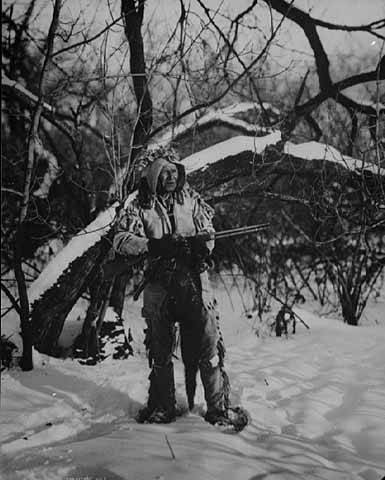
Gecamoufleerde, in buckskin geklede Anishinaabe Ojibwe-jager en vallenzetter op aagimag (sneeuwschoenen) in de sneeuw. Zijn kleding en gebruik van sneeuwschoenen zijn traditioneel maar zijn jagersuitrusting toont Euro-Amerikaanse invloeden: een buks en een ijzeren jagersklem en, in zijn gordel, een jachtmes en bijl van ijzer veranderden de traditionele aard van de jacht definitief. Foto door Ronald W. Reed, 1908. Bron: Minnesota Historical Center.

Deze eeuwenlange agressieve gebiedsuitbreiding en bijbehorende migratiestromen kunnen niet begrepen worden in de klassieke context van het Euro-Amerikaanse kapitalisme, laat staan dat ze zonder meer passen in het Europese individualistische denkkader. Hoewel de wijze waarop ze zich opwierpen als tussenhandelaren tussen andere inheemse volkeren en de Franse handelaren op het eerste gezicht getuigde van een rationeel, berekenend soort kapitalisme, diende in de beleving van de Anishinaabeg en Ayisiniwak handeldrijven, wat tenslotte een vorm van uitwisselen is, een doel dat eerder sociaal en politiek van aard was dan economisch. Deze, typerend inheems-Amerikaanse, egalitaristische grondslag is synoniem met de gedachte dat handel niet is om persoonlijk economisch gewin of weelde te vergaren maar om sociale en politieke verwantschap met andere samenlevingen te bekrachtigen. Niet het vergaren van weelde, maar het schenken van handelsgoederen verhoogt het prestige van de handelaar binnen diens eigen gemeenschap en bevordert vriendschap (en vrede) tussen de volkeren onderling.
Handel betekent geven, geven leidt tot vriendschap, en vriendschap leidt tot handel. Toen de Fransen niet langer alleen handel begonnen te drijven met de Anishinaabeg en Cree maar ook met andere inheemse naties zoals de rivaliserende Dakota, Wendat/Wyandot, Meskwakihaki (Fox), Asakiwaki (Sauk) en Ho-Chunk (Winnebago), kwam dit egalitaristische principe ernstig in gevaar; de cirkel werd zogezegd doorbroken. Dit verklaarde de agressie van de Anishinaabeg, en was de reden dat vele met geweren en busktuit gewapende Ojibwe-bands uit het Grote Merengebied langzaam maar zeker verder west- en noordwaarts trokken, onderweg kleine kolonies stichtten en hun Algonkische, Irokese en Siouan concurrenten voorgoed van hun traditionele jachtgronden (of doorgangsroutes) dreven.
In de loop van de 18e eeuw werd de positie van de Britten in oostelijk Noord-Amerika, zowel in militair als economisch opzicht, steeds sterker ten koste van de Fransen en hun handelsbelangen. Zolang er tussen de Fransen en de Britten nog een gezonde competitie bestond speelde dit de Anishinaabeg in de kaart, aangezien zij in een uitstekende handelspositie verkeerden en dus een sterke onderhandelingspositie hadden. Maar zodra de Engelsen steeds meer de overhand kregen en de Fransen uiteindelijk in 1763 waren verslagen, waarna Canada voorgoed in Britse handen viel, veranderde ook de economie in het Grote Merengebied voorgoed. De Britten maakten sluw misbruik van hun handelsmonopolie en de Ojibweg en andere inheemse volken, gewend als zij waren geraakt aan Europeaanse importgoederen als geweren, metalen gereedschap en stoffen, bleken in een tijdsbestek van 100 jaar veel traditionele vaardigheden te hebben verleerd, zoals het vervaardigen van gereedschap en gebruiksvoorwerpen uit materialen uit de natuur om hen heen. Het werd steeds moeilijker om aan luxe-items te komen, en honger, armoede en – daar waar rum nog vrijelijk door Europeaanse handelaren werd gedistribueerd – dronkenschap eisten een vreselijke tol in menige inheemse gemeenschap in het zuiden.
In de dunbevolkte noordelijke gebieden van Canada konden de Ojibwe-bands, die hier in zeer geïsoleerde reservaten leefden, nog relatief lang leven van de pelshandel, zeker vergeleken met hun verwante zuiderburen uit de Grote Merenregio. Hier hebben de afgelopen eeuwen, op een veilige afstand van de Euro-Canadese bevolkingscentra in het zuiden, de Ojibweg zich keer op keer op hun eigen wijze kunnen aanpassen aan de eisen van de tijd. De pelshandel met de Europeanen en het christelijke zendingswerk die deze met zich meebracht, hebben zowel de economie als de opvattingen van deze Ojibweg sterk beïnvloed. Het vangen van pelsdieren paste uitstekend in de eigen economie en het christendom en Ojibwe-spiritualisme bleken niet onverenigbaar. Meer dan negentig procent van de inwoners van veel reserves in het hoge noorden is tegenwoordig christen en tijdens avonddiensten tijdens speciale gelegenheden is geen enkel kerkgebouw groot genoeg om alle gelovigen onder te brengen.

## Strijd met de Haudenosaunee (Irokezen) (1650-1700)
In de nasleep van de Beaver Wars probeerden de Haudenosaunee, die over geweren beschikten die ze van hun traditionele handelspartners, de Hollanders, hadden betrokken, vanaf 1640 totale militaire en economische (handels)controle over het Grote Merengebied en de vallei van de Ohio te verwerven, waarbij ze – ook al was het voeren van vernietigingsoorlogen (of het begrip totale oorlog) een in wezen on-'indiaans' concept – hele volkeren van de aardbodem veegden om hun doel te bereiken. De verschrikkingen van de Beveroorlogen dwongen de oostelijkste Ojibweg (de N’Biising of Nipissing) en een aantal zuidelijke Ojibwe-bands omstreeks 1650 hun oorspronkelijke gebied (nr. 23 op de kaart) te verlaten en westwaarts richting Baawiting (nr.1 op de kaart) te vluchten; in 1661 zochten de N’Biissing, op de vlucht voor de nietsontziende Irokezen, samen met een groep Amikwa-Ojibweg bescherming aan de oostelijke kust van het Nipigonmeer (nr. 25 op de kaart). Hier organiseerden ze geregeld krijgsexpedities richting het zuiden en oosten om de Haudenosaunee aan te vallen.

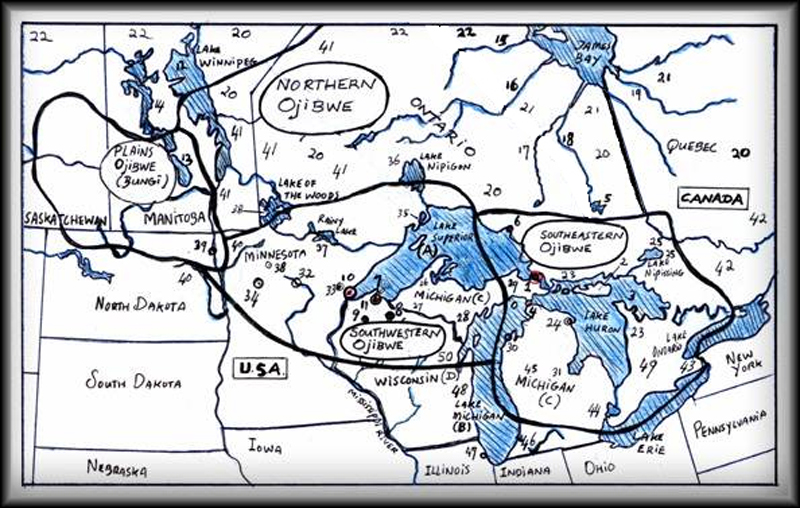
Overzichtskaart van Anishinaabe Aki, het land van de Ojibweg. De nummers op de kaart corresponderen met een aantal nummers in de tekst. De strijd tussen de ogichidaag (krijgers) van de Ojibweg en de Haudenosaunee-indringers speelde zich voor een groot deel af in het gebied op het schiereiland van Ontario, tussen het Huronmeer en de Georgian Bay in het westen en Lake Ontario en Lake Erie in het oosten (zie nr. 49 op de kaart). Bron: jaawanart.com sieraden en achtergrondverhalen over de Ojibwecultuur.

Het verbaast en fascineert historici nog altijd dat de Ojibweg in staat waren de zwaarbewapende, professionele Haudenosaunee-strijders uit New York te verslaan. Vooral de hoge organisatiegraad van de van nature individualistisch ingestelde Ojibweg valt op; om hun precisieaanvallen over afstanden van vele honderden kilometers uit te kunnen voeren hadden ze de beschikking over “renners” (personen die lange afstanden al hardlopend aflegden ) en lichtgewicht (berkenbasten) kano's, met niet veel meer wapens dan pijl-en-boog, mes en krijgsknots.
Zo vond er een veldslag plaats in de regio van het Saint Clairmeer (nr. 44 op de kaart) waar honderden kano's een spectaculaire aanval over twee fronten op de Haudenosaunee uitvoerden. In 1696 werd bij Zaagiing (de monding van de Saugeen, nr. 23 op de kaart) een belangrijke slag geleverd die de geschiedenis in zou gaan als Battle of Skull Mound, genoemd naar de stapels botten van gevallen Haudenosaunee-krijgers die op het slagveld achterbleven. En nog generaties later zouden zodra de vorst uit de grond was vele botten van gesneuvelde Irokezen uit de aarde van Zuidoost-Ontario tevoorschijn komen...
Het was een keerpunt in de geschiedenis, en de Haudenosaunee keerden sindsdien nooit meer terug in de Grote Merenregio.
Maar het was al in 1662, even ten westen van Baawiting (Sault Ste. Marie, nr. 1 op de kaart), dat de Irokezen misschien wel hun meest verwoestende en demoraliserende slag toegebracht kregen. Een krijgsgroep, bestaande uit 100 Kanien’kehaka en Onyota’a:ka, zwaar bewapend met ijzeren krijgsknotsen en geweren, werd hier door een gecombineerde strijdkracht van Odaawaag en Ojibweg (Baawitigowininiwag, Amikwa en N'biising) – slechts bewapend met pijl-en-boog – in de pan gehakt. Deze legendarische gebeurtenis zorgde ervoor dat de krijgszuchtige Irokezen, die nog niet eerder door een ander volk waren verslagen, de Baawitigo-gichidaag (krijgers van Sault Ste. Marie) en hun bondgenoten voortaan liever uit de weg gingen en met een grote boog (in zuidelijke richting ) om het Bovenmeer heen trokken. De plaats waar deze veldslag zich afspeelde heet tegenwoordig Iroquois Point, maar de Ojibweg spreken nog altijd van Plaats waar Irokezenbotten verspreid liggen.
Sinds deze afstraffing verscholen de Odaawaag en Wendat/Wyandot, die voortdurend waren opgejaagd door de Haudenosaunee vanwege hun begerenswaardige handelspositie, zich dankbaar achter de ondoordringbare linies van hun bondgenoten uit Baawiting, en benutten hun veilige positie om de pelshandel met de Fransen uit te breiden. Nadat in 1667 de Fransen vrede sloten met de Haudenosaunee keerden de N'Biising, na een verblijf van vijftien jaar aan het Nipigonmeer, terug naar het oosten, naar hun oude woongebied bij Lake Nipissing (nr. 25 op de kaart).

## De invloed van deWemitigoozhiwag(Fransen) (1618-1766)
De ontwikkeling van de Anishinaabe-Ojibweg in het Grote Merengebied, van net gearriveerde migranten tot grote handelsnatie in het bovengedeelte van het Amerikaanse Midden-Westen, valt niet te begrijpen zonder hun geschiedenis in de context van de Franse invloed te bezien. Om tot een goed begrip te komen van hun geschiedenis en de oorlogen die ze eeuwenlang met de Haudenosaunee en Dakota voerden, is het belangrijk te begrijpen dat het contact met de Wemitigoozhiwag – zoals de Anishinaabeg de Fransen noemden – zich afspeelde in een periode dat de Anishinaabe-kolonisatie van het Grote Merengebied nog in volle gang was. De 17e- en 18e-eeuwse, naar het westen gerichte migratiestromen van de Ojibweg, die waren ingegeven door een soort van religieus Manifest Destiny – een uit het oosten stammende profetie die sprak van het beloofde land in het westen – kregen dan ook een extra impuls door de pelshandel met de Fransen en met andere inheemse naties uit de regio.
Ook de Beveroorlogen die van 1640 tot 1701 woedden en het Grote Merengebied tot een onrustig strijdtoneel maakten door de vele gewelddadige aanvallen die de Haudenosaunee uit het oosten op de Fransen en hun inheemse bondgenoten uitvoerden, zijn een direct gevolg van de manipulatieve bemoeienissen van Frankrijk met betrekking tot de pelshandel in Noord-Amerika. Kortom: de invloed van de Wemitigoozhiwag en het door hun geïmporteerde (kapitalistische) marktdenken bij de Anishinaabeg, raakte meer dan een eeuw lang (tot aan de jaren zestig van de 18e eeuw) alle aspecten van hun economie en samenleving.

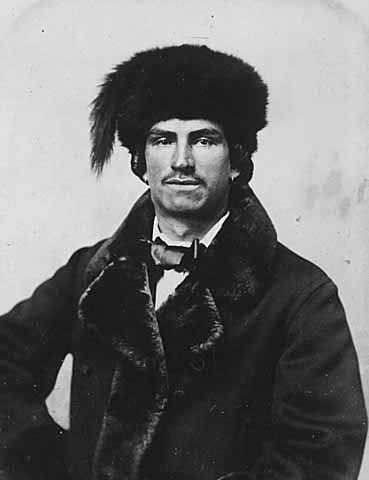
Métis-pelshandelaar van gemengd inheems en Frans bloed, ca. 1870. Pelshandelaren werden in de 17e en begin 18e eeuw voyageurs genoemd; coureurs des bois (woudlopers) waren Frans-Canadese voyageurs die illegaal (dus zonder licentie van de Franse autoriteiten) opereerden. Bron: Minnesota Historical Soiciety.

Franse ontdekkingsreizigers, die geloofden dat er een 'noordwestelijke' doorgang moest zijn die het schepen mogelijk maakte het Noord-Amerikaanse continent over te steken naar de westkust en van daaruit naar China, plaatsten in 1534 een kruis op het schiereiland Gaspésie in de Canadese provincie Quebec. Dit feit markeerde de stichting van La Nouvelle France (Nieuw Frankrijk) in Noord-Amerika: een 'rijk' dat ophield te bestaan omstreeks 1760, toen de Britten Montreal veroverden en daarmee Canada definitief in Britse handen bracht. In de tussentijd had het continent een serie van 'koloniale' oorlogen tussen beide mogendheden meegemaakt, waarvan de vierde en laatste, de Franse en indiaanse oorlog, veel inheemse volken ten oosten van de Missouri – inclusief de Anishinaabeg – meesleurden in een onafgebroken kolkstroom van gruwelijke gewelddadigheden, een vicieuze cirkel van haat en bloedwraak en onvoorstelbare oorlogsellende die aan bijna geen nederzetting voorbijging.
Aan het begin van de 17e eeuw had Frankrijk een kolonie gesticht aan de Saint Lawrence in het huidige Quebec. Hier probeerden ze, net als de Engelsen, van meet af aan zo veel mogelijk munt te slaan uit de handel in dierenvachten met de lokale bevolking, zoals de Cree en Haudenosaunee (Irokezen). Gaandeweg gaf de inheemse bevolking haar oude handelstradities, traditionele wapens en oorlogvoering op voor de Europese varianten, met het nadeel dat ze voor kredieten, vuurwapens en ammunitie van de Europese mogendheden afhankelijk werden. Deze afhankelijkheid en het feit dat de bever in noordelijkere regionen een dikkere – en dus meer waardevolle – vacht had, leidde er bij de Haudenosaunee toe dat de jacht op bevers zo geïntensiveerd werd, dat het dier rond 1650 in het noordoosten nagenoeg was uitgestorven.
De Iroquois (zoals de Fransen de Haudenosaunee noemden) richtten zich vervolgens op de omliggende gebieden voor de pelsjacht, maar vanaf 1640 besloten ze – hun aantal sterk verminderd door oorlogen en ziekten – om, zwaar bewapend met door de Hollanders verstrekte geweren, de dorpen van andere, meer naar het westen levende inheemse volkeren aan te vallen; op deze manier konden ze zonder op jacht te gaan aan de felbegeerde bevervachten komen, en de krijgsgevangenen konden de taken van de weggevallen Haudenosaunee overnemen. Deze Beveroorlogen hadden aanvankelijk nog niet het karakter van strategisch uitgestippelde aanvallen op dorpen of pogingen om jachtgebied in handen te krijgen; meestal werden verrassingsaanvallen uitgevoerd op bemanningen van kano's, de coureurs des bois, die pelzen naar Montreal of Trois-Rivières probeerden te vervoeren. Maar gaandeweg veranderde het kleinschalige en plaatselijke karakter in een meer methodische aanpak en deden het geweld en verschrikkingen van de Beveroorlogen ook de westelijke Grote Meren en de nederzettingen in het bovenste deel van de Mississippi-vallei aan. Hier beïnvloedde de oorlog uit het oosten op dramatische wijze het leven van de daar wonende Anishinaabeg en andere inheemse volkeren.
Tussen 1623 en 1634 deden de Fransen hun intrede aan de bovenzijde van het Grote Merengebied. Enkele Ojibweg die een Franse ontdekkingsreiziger aan de noordzijde van het Huronmeer ontdekten, dachten dat ze vanwege de witte huidskleur met een jiibe (geest van een overledene) te maken hadden. Van alle Europeanen waarmee de Ojibweg kennis zouden maken, is de invloed van de Fransen het grootst en meest diepgaand geweest, en deze is tot de dag van vandaag merkbaar. Veel Anishinaabeg dragen nog altijd Franse voornamen of achternamen, bezitten Franse genen en groeten elkaar dagelijks met de (verbasterde) Franse uitdrukking boozhoo ('bon jour'). Ook het gebruik van naturalistische en asymmetrische bloemenmotieven (floral design), dat uit zou groeien tot een karakteristieke kunstvorm bij de Ojibweg, is oorspronkelijk afkomstig van (Bretonse) Fransen.
Omstreeks 1690 hadden de commercieel maar ook zeer praktisch ingestelde Wemitigoozhiwag, die in tegenstelling tot de latere (Angelsaksische) indringers, zich niet neerbuigend opstelden tegen de Anishinaabeg, zich zelfs vaak aanpasten en trouwden met hun vrouwen – in het huidige Noord-Amerika lopen als gevolg hiervan nog miljoenen Métis rond –, het Grote Merendistrict uitgebreid verkend én in kaart gebracht. De Fransen begrepen de ingewikkelde geografie van zijn onderling verbonden rivieren, stromen en meren en hadden op tactvolle wijze contact gelegd met alle inheemse volken die zich in het gebied ophielden.

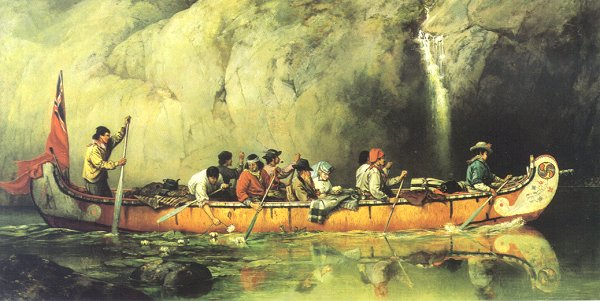
Frans-Canadese en inheemse voyageurs die een waterval in Ontario passeren in een Ojibwe-stijl kano van berkenbast. Schilderij van Frances Anne Hopkins (1838-1919) Bron: File No. Hopkins Collection / National Archives of Canada.

Wat de Fransen – veel beter dan de Engelsen die na hen zouden komen – ook goed begrepen was dat de inheemse mensen die ze daar aantroffen gewend waren aan het concept van geschenken uitdelen . Als middel om hun territoriale invloed te vergroten gaven de Fransen dan ook, in plaats van geweld te gebruiken. In ruil voor geschenken ontvingen ze – ook al wekte hun pogingen land in hun bezit te krijgen ook wrevel op omdat dit haaks stond op de inheemse gedachte dat land iedereen toebehoorde – toestemming om handel te drijven en missieposten en forten te bouwen. Zo werd het uitwisselen van geschenken een essentieel onderdeel van de Frans-inheemse verhoudingen in het gebied, en veranderde Anishinaabe Aki al snel in een gigantische, voor de Fransen zeer lucratieve markt in beverpelzen.
Gedurende de 17e eeuw breidden de Fransen de handel in pelzen over steeds grotere delen van het Grote Merengebied uit. Hun coureurs des bois stichtten gezinnen met de vrouwen van de Ojibweg en andere volken en hun (familie)handelsnetwerken groeiden in rap tempo. De Ojibweg, die op bevers, otters, wezels, muskusratten en vossen joegen maar ook op zwarte beren, wolven en herten, ruilden hun huiden met de Odaawaag tegen dekens, messen, kralen, ketels, wijn en brandewijn van de Fransen; hierdoor werden ze, ofschoon het hun veel gemak opleverde, extreem afhankelijk van de Europese technologie. Vooral de jacht op de bever werd extra aangewakkerd door een exploderende vraag vanuit Europa naar bont voor jassen en hoeden. De opbrengsten waren onmisbaar voor de financiering van het Franse Rijk, en de Franse pelshandelaren leunden aanvankelijk zwaar op de Odaawaag uit het gebied dat tegenwoordig Michigan bestrijkt, die zich vanaf het begin als tussenhandelaar (tussen de Fransen en andere inheemse volkeren in de regio) hadden opgeworpen.

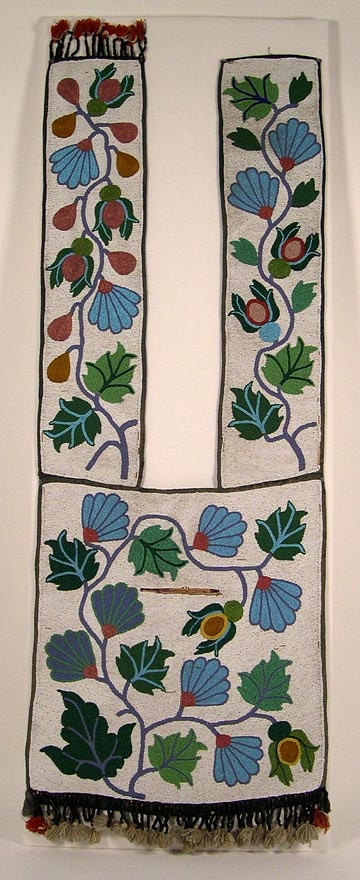
Naturalistische en asymmetrische bloemenmotieven, in de zwierige en realistische stijl van de Fransen geborduurd op een aazhoningwa'igan (bandoliertas), ca. 1930. Bron: Nebraska State Historical Society Collection.

Rond 1700 begonnen de Franse handelaren – die vreesden dat de Odaawaag hun loyaliteit zouden verleggen naar de Britten, waardoor de Franse economie in Noord-Amerika zou instorten – ook rechtstreeks zaken te doen met de Ojibweg en andere volken. De Ojibweg en andere begonnen zich nu te ontwikkelen als tussenhandelaren; de Odaawaag, die hierdoor hun unieke handelspositie kwijt raakten, waren niet langer de enigen die hun inheemse buren van gefabriceerde goederen voorzagen. De competitie die hierdoor ontstond leidde al snel tot spanningen tussen de inheemse volken onderling en de strijd om beverpelzen zette complete volksverhuizingen in gang, wat ook de gemeenschappen van de Ojibweg niet onberoerd liet. Naties die voorheen in vrede in de regio met elkaar leefden werden tegen elkaar opgezet en de hierdoor ontstane tribale scheidslijnen en de bitterheid die jegens elkaar ontstond zouden, toen in 1754 de Franse en indiaanse Oorlog uitbrak, andermaal in alle hevigheid aan de oppervlakte komen.
Gezien door de ogen van de inheemse bewoners van het Grote Merengebied, die geen ervaring hadden met Europeanen, waren de Fransen, ofschoon hun invloed zeker niet werd onderschat, niet meer en niet minder dan gelijkwaardig aan een andere (inheems) volken. Dit beseffende brachten de Fransen een soort van (katholiek) christendom dat naar believen kon worden vermengd met elementen uit het inheemse geloof, en zetten de handelaren een lucratieve ruilhandel op met een groot aantal volken. Hierbij schroomden ze niet de traditionele tegenstellingen en vijandigheden tussen de verschillende inheemse naties uit te buiten door ze, wanneer het zo uitkwam, tegen elkaar – en tegen de Britse handelaren die zich vanuit het noorden aandienden – op te zetten. Tegen het einde van de 17e eeuw waren de Baawitigowininiwag (Ojibweg van Sault Ste. Marie), Odaawaag, Bodéwadmik, Wendat, Myaamiaki, Meskwakihaki, Dakota en de Fransen zelf, verwikkeld in allerlei intriges en contra-intriges, onderlinge verbonden, verraad, oorlog en vrede.
Zelfs hardnekkigste bondgenoten, de volken van het Drievurenverbond en de Wendat (die door de Fransen Huron werden genoemd), zijn, ook tijdens de Franse en indiaanse Oorlog (oorlog tussen de Fransen en de Britten tussen 1756 en 1763), nooit willoze marionetten van La Nouvelle France geweest. De groeiende argwaan van de Anishinaabeg over de arrogante houding van het Franse gezag, dat een ontstellend gebrek aan daadkracht aan de dag legde en afspraken en beloftes vaker niet dan wel nakwam, gecombineerd met het besef dat de Britten veel betere handelswaar leverden tegen scherpere prijzen en over een betere infrastructuur en een doelmatiger logistiek beschikten, maakte dat de Fransen steeds wanhopiger een verdeel-en-heerspolitiek bedreven om nog enigszins greep te houden op de situatie.
De gewelddadige houding van de Haudenosaunee tegenover de inheemse bondgenoten van Frankrijk – waaronder ook de Anishinaabeg – leidde ook tot een aantal gewapende conflicten tussen Nouvelle France en de Haudenodaunee zelf. Van 1630 tot 1660 vonden talloze schermutselingen plaats waarbij Haudenodaunee-krijgers de aanvoer van pelzen naar de Fransen blokkeerden. Als reactie brandden Franse kolonisten in 1666 een aantal versterkte dorpen van de Kanien’kehaka (Mohawk) plat en moordden de bevolking uit. In 1667 werd een vredesakkoord gesloten dat meer dan tien jaar stand zou houden. Het conflict laaide in 1683 weer op, toen de Fransen probeerden hun territorium uit te breiden ten koste van Iroquoia (zoals ze het territorium van de Haudenosaunee noemden). De Beveroorlogen werden uiteindelijk definitief beslecht met de Grande Paix van 1701, waarbij de Haudenosaunee beloofden de Fransen in de St. Lawrence- nederzettingen niet meer aan te vallen.
Het vredesverdrag van 1701 was in feite een Franse knieval voor de Irokezen en pakte slecht uit voor de inheemse bevolking in het Grote Merengebied; in ruil voor het vrede in Quebec lieten de Fransen hun oude bondgenoten, wier veiligheid ten opzichte van de Irokese agressie ze niet langer konden garanderen, in de steek. Toch bood de vrede, die in elk geval de bontmarkt weer deed floreren, de Anishinaabeg nieuwe perspectieven op lucratieve handel en welvaart. Maar het weinig standvastige gedrag van hun Franse bondgenoten en de ellende die de Anishinaabeg hadden meegemaakt in de oorlogen tegen de Britten en hun Irokese bondgenoten, waardoor de pelshandel was ingestort en honger en dood de Anishinaabe-gemeenschappen waren binnengetreden, deed ze beseffen dat de oude Franse beloften wat betreft militaire bescherming van hun bondgenoten, hol en vals waren. La Nouvelle France, zo redeneerden ze, was niet eens bij machte haar trouwe bondgenoten te helpen – laat staan dat ze haar eigen grenzen kon beschermen!

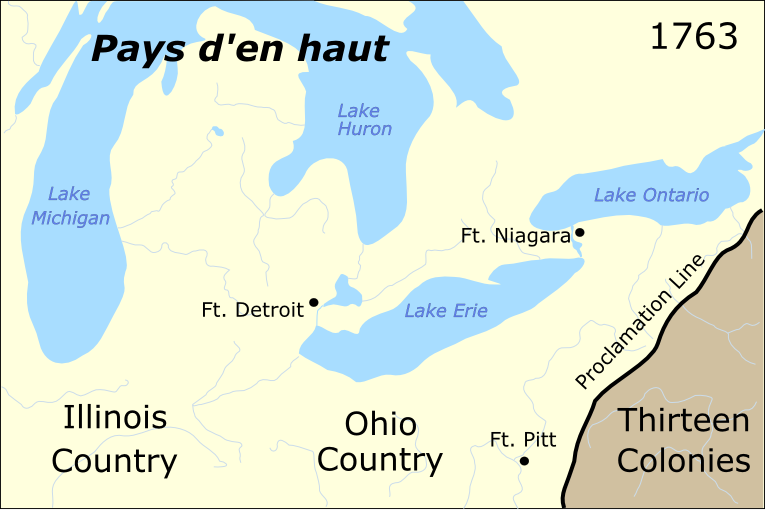
Pays d'en haut, een regio die tot aan het vredesverdrag van 1763 in Parijs door Nieuw Frankrijk werd geclaimd. De inheemse volken die binnen de grenzen van Pays d'en haut leefden, kunnen in drie groepen worden onderverdeeld. De bovenste groep bestond grofweg uit het verbond van de Drie Vuren (Ojibweg, Bodéwadmi en Odaawaag) en de Wendat, allen bondgenoten van de Fransen, met wie zij samenleefden, uitgebreid handel dreven en bloedbanden aangingen, maar bijvoorbeeld ook uit de Dakota en Meskwakihaki die anti-Frans waren en eerder neigden naar bondgenootschap met de Britten; de tweede groep, die in het oosten van Illinois Country leefde en eveneens een lange geschiedenis van vriendschap met de Fransen kende, bestond uit onder andere de Myaamiaki, Mascouten en Giiwigaabaw; de derde groep, die haar domein in Ohio Country had, bestond uit onder andere de Lenni-Lenape, Shawnee, Wyandot (dissidente Wendat) en Mingo. Deze naties, die in het begin van de 18e eeuw naar de Ohio-vallei waren gemigreerd om te ontkomen aan de Franse, Britse, Engelse en Irokese dominantie in hun oorspronkelijke leefgebieden, zijn nooit hechte bondgenoten met de Fransen geweest. Toch kozen ze uit opportunisme voor de Fransen en namen in 1763 de wapens op tegen het Britse gezag dat hun vallei van een aantal forten voorzag. Auteur: Kevin Meyers. Bron: https://www.answers.com/topic/pontiac-s-rebellion

In 1712 brak een oorlog uit tussen de Fransen en de Meskwakihaki.
Hoewel de Meskwakihaki een Algonkisch volk waren en in beginsel niet vijandig stonden tegenover de (verwante) Ojibweg, waren beide volken sinds de komst van de Ojibweg in Noord-Wisconsin in conflict geraakt over de jachtgronden in het gebied. De bevolking van de nieuwe Ojibwe-nederzettingen vlak bij het huidige Green Bay (in het Michiganmeer) en de rivier de Chippewa (in Wisconsin) breidde zich gestaag uit naar het zuiden en nam steeds meer bezit van de oude jachtgronden van de Meskwakihaki dat rijk was aan herten en bevers; de Fransen, die zich voornamen de Meskwakihaki uit te roeien omdat ze vonden dat dit volk – onder andere door tol te heffen op de doorvoer van vuurwapens en bevervellen in hun gebied – hun handelsbelangen saboteerde, hoefden dan ook weinig moeite te doen om de Ojibweg te overtuigen de wapens tegen dit volk op nemen. Na veel gevechten over en weer werden de Meskwakihaki in Centraal-Illinois definitief en vernietigend door de Fransen verslagen, en de overlevenden vluchtten naar het zuiden om zich aan te sluiten bij de cultureel verwante Asakiwaki (Sauk). Hierdoor zagen de Ojibweg de kans schoon hun territorium in Noord-Wisconsin en Noordoost-Minnesota uit te breiden, waar dan ook na verloop van tijd permanente nederzettingen ontstonden.
In de loop van de 18e eeuw werd de positie van de Britten in oostelijk Noord-Amerika, zowel militair als economisch, steeds sterker, en de Fransen, die de grenzen van hun Pays d'en haut (waarvan de Anishinaabeg van het Grote Merengebied de noordelijkste bewoners waren) steeds verder zagen afbrokkelen, werden ten gevolge hiervan meer en meer wanhopig. Toen de koloniale oorlog tussen de Fransen en de Britten in 1754 uitbrak, brachten Engelse handelaren in grote hoeveelheden handelsgoederen naar de Ohio-vallei en zagen de Fransen in de buurt van Detroit steeds meer van hun oude inheemse bondgenoten – vooral sommige Wendat en Odaawaag – deels uit opportunistische redenen en deels uit door de jaren heen gegroeide ressentimenten voor de Fransen, overstappen naar de Britse kant. Dat dit gebeurde was niet uitzonderlijk: bij de Algonkische en Irokeessprekende volken die in de 18e eeuw binnen de grenzen van Pays d'en haut leefden, was over het algemeen nog geen sprake van 'naties' in politieke zin, maar eerder van tribale groepen, die in de eerste plaats door een gedeelde taal of etniciteit (totem- of clanverwantschap) werden gedefinieerd. Geen enkele leider sprak voor de natie in haar totaliteit, en de natie handelde zelden eenstemmig. Ook het eeuwenoude politieke verbond tussen de Ojibweg, Bodéwadmik en Odaawaag dat bekendstaat als de Raad van de Drie Vuren, kon niet voorkomen dat bijvoorbeeld de Odaawaag tijdens de Franse en indiaanse Oorlog uiteenvielen in facties die voor de Fransen vochten, neutraal bleven, of juist partij kozen voor de Britten.
In 1750 hadden zich aan de rivier de Great Miami in de nederzetting Pickawellany van de pro-Britse Myaamiaki zeker 50 Angelsaksische handelaren gevestigd, en toen de autoriteiten uit Detroit een passerende krijgsgroep van N’Biisi-Ojibweg (Nipissing) ronselden om de Myaamia-nederzetting aan te vallen en uit te roeien, staken de plaatselijke Odaawaag hier een stokje voor door de N’Biising voor te houden dat veel Odaawaag bloedbanden met de Myaamiaki uit Pickawellany hadden. Hierop wendden de Fransen zich tot hun Anishinaabe-bondgenoten van Michilimackinack (het huidige eiland Mackinac in het Huronmeer). Onder de aanvoering van de Métis Akiwaageketaaso, wiens Franse naam Charles de Langlade luidde en zowel een militieofficier was in Franse dienst alsook een ogimaa (opperhoofd) van de Odaawaag, trokken 240 Ojibwe- en Odaawaa-krijgers naar het zuiden.
Bij Pickawellany aangekomen werd de nederzetting geplunderd en platgebrand en het dorpshoofd gedood, gekookt en opgegeten door de Langlade en zijn krijgers. Vergelijkbare taferelen waren in de tweede helft van de 18e eeuw aan de orde van de dag: de Fransen, die het Alleghenygebergte en de oostelijke kustgebieden van hun kolonie in Canada dagelijks meer overspoeld zagen door miljoenen Engelssprekende kolonisten, hitsten hun inheemse bondgenoten op tegen pro-Britse inheemse naties. Ook rekruteerden ze bij de volken die tot het Drie-Vurenverbond behoorden, guerrillastrijders om, vaak in dronken staat, angst en dood te zaaien in de Britse nederzettingen aan de frontier, waarbij ze zelf in de regel hun handen wasten in onschuld door te zeggen dat ze geen controle hadden over les sauvages ('de wilden'). Al gauw kregen bij de Britten de Anishinaabe-krijgers in Franse dienst bekendheid als De Bloedige Klauwen Van Nieuw Frankrijk.
Gedurende de zomer van 1760 verlieten groepjes krijgers van in totaal 1200 Ojibweg, Bodéwadmik en Odaawaag hun nederzettingen in het bovenste Grote Merengebied in een laatste poging Canada uit Britse handen te houden. De Britten onder leiding van generaal Amherst kwamen als overwinnaars tevoorschijn uit de slag om Quebec, en de krijgers van het Drie-Vurenverbond keerden het seizoen erop gedesillusioneerd terug naar het zuiden, waarbij ze diep in hun hart beseften dat Nieuw Frankrijk op zijn laatste benen liep en het een kwestie van tijd was voordat Zhaaganaash-(Engelstalige) kolonisten hun geliefde Anishinaabe Aki zouden komen overspoelen.
De Anishinaabeg, die als de andere volken van de Grote Meren in het laatste kwart van de 18e eeuw zich bedrogen voelden door Angelsaxische handelaren die – op bevel van hogerhand – weigerden hen aan rum te helpen waarvan ze wisten dat inheemse mensen er geen resistentie tegen hadden – een feit waar de Fransen gretig misbruik hadden gemaakt! –, voelden zich unfair bejegend. Hierdoor, en vanwege de Britse onwil hen aan buskruit te helpen – zodat ze minder efficiënt waren in de jacht – en de onverholen minachting van de soldaten en bestuurders die ze moesten ondergaan, werd hun haat tegen de Zhaaganaashag gaandeweg groter. Hun liefde voor de Fransen was in de loop van de tijd sterk afgenomen, maar ze realiseerden zich nu dat de starre en arrogante Britten hun echte vijanden waren. In 1762 culmineerde deze anti-Britse sentimenten, die op vaardige wijze gekanaliseerd werden door de Odaawaa-hoofdman Obwandiyag en de Ondowahgah-hoofdman Guyasutha, in het sturen van oorlogs-wampum riemen aan de inheemse volkeren van de Grote Meren en Ohio Country, en het jaar erop waren de Ojibwe-Anishinaabeg verwikkeld in een open oorlog tegen het grote Britse koloniale rijk.
Obwandiyag, op dat moment waarschijnlijk een jaar of veertig oud, was wijs genoeg om te beseffen dat het tijdelijke machtsvacuüm dat door de overdracht van Frans naar Engels bestuur was ontstaan, voor de inheemse bevolking de enige en laatste kans was op een overwinning op de Britten. Tussen 8 mei en 22 juni 1763 werden acht van de twaalf forten west van het Alleghenygebergte op de Roodjassen (Britse soldaten) veroverd door gecombineerde strijdkrachten van onder andere Odaawaag, Ojibweg en Bodéwadmik. Ondanks dit huzarenstuk, dat de geschiedenis zou ingaan als Pontiacs Rebellie of Beveroorlog, moesten de geallieerde inheemse strijdkrachten in de loop van 1763 de strijd opgeven, deels wegens sabotage door jaloerse inheemse leiders en deels omdat de Franse bondgenoot andermaal een leeuw zonder tanden bleek en de geallieerde inheemse strijdmacht op beslissende momenten in de steek liet. Obwandiyag werd drie jaar later gedwongen een vredesovereenkomst te sluiten, en de eens zo dominante rol van Frankrijk in Noord-Amerika was voorgoed uitgespeeld.

## Oorlog met deZhaaganaashag(Britten) (1754-1775)

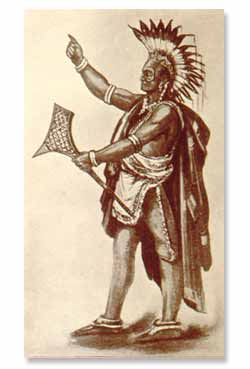
Obwandiyag, Anishinaabe-krijgsleider (1720-1769), die als aanvoerder van het Drie-Vurenverbond en mede-initiator van de inheemse opstand tegen de Britten in het Midden-Westen van Noord-Amerika, onsterfelijkheid verwierf als Chief Pontiac. Zijn leven is een mysterie en zijn rol in de Opstand van 1763 is 1851 in het boek The Conspiracy of Pontiac van de Anglo-Amerikaanse historicus Francis Parkman tot mythische proporties opgeblazen, maar het staat vast dat hij de inspirator en drijvende kracht was in de oorlog tegen de Britse Roodjassen. Obwandiyag, die tot de Otterclan behoorde, gebruikte graag de metafoor van de otter die beverdammen aanvalt en verwoest; vandaar dat het vernietigen door de inheemse alliantie van acht van de twaalf aanwezige forten in het Britse Territorium bekend werd als de Beveroorlog.

Tijdens de Franse en indiaanse oorlog (1754-1763) waren krijgers van de Ojibweg en veel andere inheemse naties als 'huurlingen' door de Fransen ingezet om, meestal in de vorm kleine eenheden van dikwijls door de sterkedrank benevelde guerrilleros, angst te zaaien bij de Britse kolonisten, die nooit precies wisten wanneer hun nederzettingen en steden aangevallen en geplunderd zouden worden. Het vredesverdrag van 1763 maakte een einde aan deze oorlog, en dwong Frankrijk Canada af te staan aan de Britten en het territorium Louisiana aan Spanje. Om hun commerciële belangen in de pelshandel met de Fransen veilig te stellen en tevens uit angst voor de oprukkende kolonisten vanuit de Ohiovallei, kozen de Ojibweg in de jaren zestig van de 18e eeuw partij voor de inheemse alliantie van Obwandiyag (Pontiac), die zich als aanvoerder van het verbond van Drie Vuren (Ojibweg, Bodéwadmik en Odaawaag) had opgeworpen en gaandeweg zelfs inheemse supporters tot in het diepe zuiden van het Noord-Amerikaanse continent zocht.
Na zich aanvankelijk vriendschappelijk te hebben opgesteld tegenover de Britse kolonisten kwam Obwandiyag, die zich zou ontpoppen als briljant strateeg, er snel achter dat de Britten niet geïnteresseerd waren in goede betrekkingen met zijn volk, en zocht hij contact met de Fransen, die behalve dat ze betrouwbaardere handelspartners waren gebleken dan de Britten, aanmerkelijk meer respect aan de dag legden voor de inheemse volken. In de zomer van 1760 schoot een gecombineerde strijdmacht van 1200 Ojibweg, Odaawaag en Bodéwadmik het Franse leger te hulp bij een poging Quebec uit de handen van de 'Roodjassen' te houden. Hoewel zij, zoals de gewoonte voorschreef, uitgebreid vastten en door middel van rituelen en gebeden de spirituele krachten van de aadizookaanag aanriepen, waren zij niet bij machte de nederlaag van de Fransen te voorspellen; toen zij de erop volgende herfst naar hun nederzettingen terugkeerden wisten zij in hun hart dat de gehate Zhaaganaash-soldaten spoedig de wouden rondom de Grote Meren zouden bereiken.
Uiteindelijk faalde in de herfst van 1763 een alliantie van 900 krijgers van verschillende inheemse naties, waaronder de Ojibweg, in het veroveren van Fort Detroit op de Britten. Obwandiyag (spreek uit: BWAN-die-jak), zoon van een Odaawaa-vader en – vermoedelijk- een Ojibwe-moeder, die zonder twijfel de belangrijkste Anishinaabe-krijgsleider was die ooit heeft geleefd, was de grote inspirator van deze tot dan zeer succesvolle guerrilla, die ook wel bekend zou worden als Pontiac's War, Conspiracy of Pontiac of Pontiac's Beaver War. Obwandiyag, voor wie handel drijven met de Britten letterlijk een doodzonde was, stelde zich ten doel de vloedgolf van de Angelsaxische 'beschaving' te keren en de Zhaaganaash voorgoed terug te drijven tot over de bergketens in het oosten, en het inheemse land van Schildpadeiland (Amerika) terug te nemen dat de kolonisten door geweld en verdragen hadden geannexeerd.
In mei 1763 boekte een alliantie van 900 krijgers van verschillende inheemse naties, waaronder de Ojibweg, aanvankelijk groot succes tegen het Britse leger. Negen van de twaalf forten vielen onder de gecombineerde aanvallen van onder andere Ojibweg, Odaawaag, Wyandot, Lenni-Lenape, Shawnee, Myaamiaki (Miami), Asakiwaki en Ondowahgah (Seneca), en ook de Battle of Bloody Ridge in juli 1763, werd een groot succes voor Obwandiyags alliantie.
In de zomer van 1763 bedachten de Ojibweg en Asakiwaki een unieke list om Fort Michilimackinac (op het bovenste schiereiland van Michigan) op de Britten te veroveren; met behulp van een partijtje baaga'adowe (Lacrosse) op het terrein voor de palissaden lukte het hen de aandacht van de militairen en handelaren af te leiden. De wedstrijd werd gepland op de ochtend van de verjaardag van de Engelse koning, ter ere waarvan de soldaten vrijaf hadden gekregen van hun superieuren en buiten het fort als toeschouwers aanwezig mochten zijn. Ojibwe- en Asakiwaki-vrouwen stelden zich tijdens de wedstrijd in een rij op voor de palissaden met tomahawks, messen en krijgsknotsen onder hun sjaals en dekens verborgen, en toen de wedstrijd zich steeds verder in de richting van de hoofdingang verplaatste belandde de bal met een grote boog binnen de palissaden van het fort. De spelers van beide teams lieten hun Lacrosse-sticks vallen, grepen de wapens die hun vrouwen hen aangaven, en stormden onder aanvoering van Ojibwe-krijgsleider Maajiikawis (Kaigwiaidosa) het onbeschermde garnizoen binnen, waarbij ze zich van alle daar aanwezige goederen meester maakten. Veel Britse soldaten en handelaars werden gedood, de rest gevangengenomen; een groep van bijna 300 Frans-Canadezen die in het fort woonde, werden gespaard. En zo ging een op het eerste gezicht onschuldig Ojibwe-balspel de geschiedenis in als de Lacrosse-wedstrijd die de Britten bij Michilimackinac versloeg.
Een van de belangrijkste westelijke forten, Fort Niagara, gelegen aan de monding van de rivier de Niagara bij het Ontariomeer, viel niet in de handen van Obwandiyags alliantie, maar in het najaar van 1763 viel een groep van ten minste 300 Ojibwe-, Odaawaa- en Ondowahgah-krijgers een handelskaravaan aan bij de Niagara Falls. Twee compagnieën schoten vanuit het fort de belegerden tegemoet maar ook zij werden verslagen; meer dan 70 militairen en voermannen vonden de dood in dit gevecht, die door de Anglo-Amerikanen herinnerd zou worden als de "Devil's Hole Massacre". Voor de Anishinaabeg was het hun grootste overwinning in de oorlog tegen de Britten.
Naast ongekende militaire successen kreeg Obwandiyag ook veel tegenstand te verwerken, vooral uit eigen kring. Een aantal leiders verzette zich tegen de wreedheid van Obwandiyag en zijn Ojibwe-bondgenoten (onder andere Wawatam), en toen bij het Odaawaa-kamp vlak bij Detroit hun krijgers zich weer eens te buiten gingen aan marteling en kannibalisme, reisde Kinochameg, zoon van Ojibwe-leider Minevavana, vanuit Noord-Michigan naar het kamp. Hier hield hij een redevoering waarin hij de martelingen van de Britse militairen aan de kaak stelde. Ook waarschuwden vertegenwoordigers van de Lenni-Lenape en Shawnee dat de oorlog, die het hele Grote Merengebied in lichterlaaie had gezet en tevens in het oosten, van New York tot aan Maryland, een katalysator was van geïsoleerde strooptochten en brute gewelddadigheden tegen Amerikaanse kolonisten, de pelshandel met de Fransen ernstig in gevaar bracht.

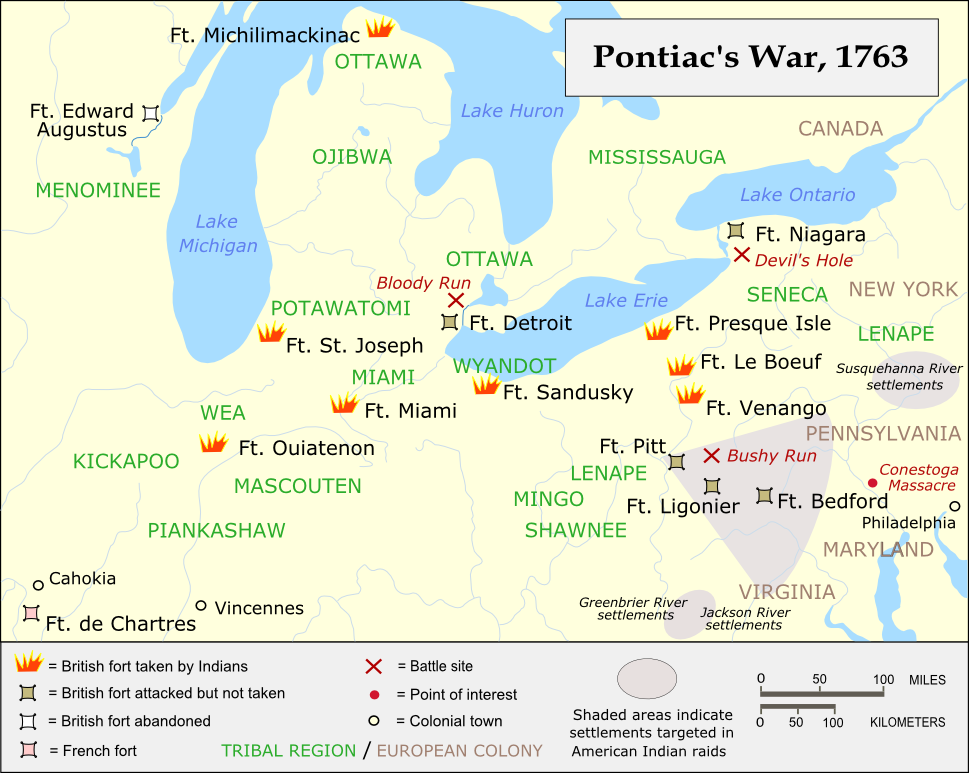
Overzicht van de Britse forten die door de alliantie van Bwandiyag en Guyasutha werden aangevallen en de gevechten die plaatsvonden tijdens de Beveroorlog ('Pontiac's Rebellion') van 1763. Auteur: Kevin Meyers.

De oorlog aan de Noord-Amerikaanse frontier was ongekend wreed, en een weerspiegeling van de groeiende raciale conflicten tussen de inheemse naties en de Britse kolonisten uit Ohio Country. Het martelen en doden van gevangenen, de nietsontziende aanvallen op burgers – waarbij vrouwen en kinderen niet werden gespaard – waren aan de orde van de dag. De wreedheden van de krijgers van de Anishinaabeg en de naburige naties tegenover de Britse krijgsgevangenen waren vaak van een gruwelijke dimensie. Zo kwam, vooral onder Obwandiyags Odaawaa-krijgers, kannibalisme geregeld voor, deels om – door het eten van het hart – in het bezit van het 'medicijn' (kracht) van de vijand te komen, en deels bij wijze van afschrikking. Lang niet alle inheemse leiders waren het eens met deze praktijken, maar hun protesten werden overstemd in de draaikolk van blinde haat en bloeddorstig geweld die de Ohio-vallei en het Grote Merengebied in de jaren zestig overspoelde.
Maar ook het Britse leger liet zich niet onbetuigd: in de zomer van 1763 deelden, tijdens een onderhandelingsbespreking, Britse officieren van Fort Pitt met pokken besmette dekens uit aan afgevaardigden van de Lenni-Lenape, in een poging de belegeraars van het fort uit te roeien. Deze actie (misschien wel de eerste keer dat biologische oorlogvoering in Noord-Amerika werd ingezet!) paste goed in het breed gedragen ressentiment van de Britten tegen inheemse Amerikanen, dat op 16 juli 1763 als volgt werd uitgedrukt door de Britse generaal Jeffrey Amherst: " Men zou er goed aan doen dekens te gebruiken om de indianen in te enten, of om welke methode dan ook te gebruiken die kan leiden tot het verdelgen van dit verfoeilijke ras."
In de herfst van 1763 werd de belegering van Detroit onverrichter zake opgeheven en de krijgers keerden terug naar huis om te jagen, opdat hun families de komende winter zouden overleven. Obwandyag en zijn trouwe Anishinaabe-supporters Minevavana en Majiikawiz uit noordelijk Michigan en Wasson en Sekahos, respectievelijk van de Saginaw Ojibweg uit Zuid-Michigan en van de Askunessippi (Thames River Ojibweg) uit Zuidwest-Ontario, hadden weliswaar het merendeel van de veldslagen tegen de Britse Kroon gewonnen, maar uiteindelijk de oorlog verloren.
Naast de belegering van Detroit vielen gedurende 1763 krijgers van de Shawnee, Munsee, Wyandot, Ondowahgah en Lenni-Lenape Britse nederzettingen in Ohio Country aan (dat grofweg de huidige staat Ohio omvatte), plus oostelijk Indiana, westelijk Pennsylvania en Noordwest-West Virginia). Het Britse leger reageerde door in de herfst van hetzelfde jaar vanuit Pennsylvanië het Ohio-gebied binnen te vallen en de aanvallers terug te dringen.
In 1765, op een plek langs de rivier de Wabash in de huidige staat Indiana, ging Obwandiyag akkoord met een (voorbereidende) vredesovereenkomst met de Britten, wier respect hij al gauw verwierf door rebellerende krijgers te beteugelen. Als reactie hierop begonnen steeds meer van Obwandiyags voormalige strijders hem te verwijten dat hij de indiaanse zaak verkwanselde door zich al te coöperatief op te stellen tegenover de vijand. Het erop volgende jaar, toen Obwandiyag een formeel vredesverdrag ondertekende bij Oswego (Illinois) kreeg hij generaal pardon van de Britten voor zijn deelname aan de revolte. Mede hierom, en waarschijnlijk ook uit afgunst, werd hij in 1769 bij Cahokia doodgestoken door een van zijn tegenstanders, die behoorde tot het volk van de Illiniwak. Zodra hij hoorde van de moord op zijn oude krijgsbroeder vertrok Ojibwe-leider Minavavana naar Cahokia om zijn dood te wreken. Obwandiyags exacte begraafplaats is nooit gevonden.
De Anishinaabeg, die, al voordat de Beveroorlog uitbrak, zich ervan bewust waren dat Engels sprekende kolonisten steeds meer inheems land in de Ohio-vallei annexeerden, waarbij aan de Ojibweg verwante naties zoals de Shawano en Lenni-Lenape, maar ook de Vijf Naties (Haudenosaunee) en de aan hen verwante Mingo, ernstig in de verdrukking kwamen, maakten zich in toenemende mate ongerust over hun eigen lot. Ondanks een proclamatie van de Britse Kroon in 1763 die dit juist probeerde te verhinderen, breidde de kolonisatie van Ohio Country zich steeds verder uit in de richting van de noordelijke Grote Meren, en de inheemse bevolking reageerde hierop met aanvallen en strooptochten op de kolonisten. Deze ontwikkelingen bespoedigden de rebellie tegen het Britse gezag van de zich door deze voortdurende aanvallen bedreigd voelende kolonisten, en in 1775 was de Amerikaanse Revolutie een feit. De rol van La Nouvelle France en de Britse Kroon was uitgespeeld, en een geduchte nieuwe vijand diende zich bij de Gichi Gami-Ojibweg (Ojibweg van de Grote Meren) aan: de Gichi-mookomaanag (Lange Messen).

## Oorlog met deGichi-mookomaanag(Amerikanen) (1794-1813)
Aan het eind van de 18e en begin van de 19e eeuw raakten de Ojibweg intensief betrokken bij het inheemse verzet tegen de Gichi-mookomaanag (letterlijk: Lange Messen), zoals de Anishinaabeg de Anglo-Amerikanen noemden. In de Oorlog van 1812 kozen meer dan 10.000 Anishinaabe-krijgers, waaronder veel Ojibweg uit Michigan, de zijde van de alliantie van de ongeëvenaarde Shawnee-krijgsleider Tecumseh, die, met behulp van de Britten de nog jonge Verenigde Staten in de Atlantische Oceaan probeerde te drijven – en tegelijkertijd Canada in Britse handen wilde houden. Tecumseh had het briljante plan opgevat een 'pan-indiaanse' coalitie van alle inheemse volken van Noord-Amerika te creëren, een gigantische inheemse confederatie ter wederzijdse ondersteuning en defensie, om zo de inheemse volken en hun land te beschermen tegen de Amerikaanse pioniers die in steeds groteren getale over de Appalachian-bergen trokken, en het immense gebied ten westen ervan dreigden te overspoelen.
Generaal Anthony Wayne had in 1794 de Ojibweg, die zij aan zij met de Shawnee uit Ohio vochten, in de Battle of Fallen Timbers verslagen, waardoor zij zich gedwongen zagen hun claims op land in Ohio op te geven; omdat zij vreesden dat zij weldra ook de rest van Anishinaabe Aki aan de kolonisten zouden kwijtraken, gaven zij hun steun aan Tecumseh en zijn broer Tenskwatawa (de Profeet). (Met de uitzondering van de Misi-zaagiwinini-Ojibweg (Mississauga) van het schiereiland van Ontario, die de zijde van de Amerikanen kozen tegen het Britse leger, en de Gichi-gamiwininiwag (Bovenmeer-Ojibweg) en Gichi-ziibiwininiwag (Mississippi Ojibweg) uit het huidige Minnesota, die zich neutraal opstelden, niet in de laatste plaats omdat het machtige Midewiwin-genootschap zich tegen de mystieke 'religie' van Tenskwatwa verzette.) De Ojibweg van Mackinac hielpen in 1812 de Britten Fort Michilimackinac op de Amerikanen te veroveren, en bundelden twee jaar later hun krachten met het Britse garnizoen en een strijdgroep van 500 Mamaceqtaw-, Ho-Chunk-, Asakiwaki-, Dakota- en Odaawaa- krijgers om een Amerikaanse poging het fort terug te veroveren, te verijdelen.
In oktober 1813 werd Tecumsehs ambitieuze droom voorgoed gesmoord in de Battle of the Thames in Ontario, en de Ojibwe-strijders keerden gedesillusioneerd terug naar hun zuidelijker gelegen nederzettingen bij Detroit en Saginaw, met als somber vooruitzicht dat de Chimookomaan-kolonisten – zoals Tecumseh had voorspeld – spoedig over Anishinaabe Aki zouden uitzwermen.

## De laatste schermutselingen met de Verenigde Staten (1850-1898)

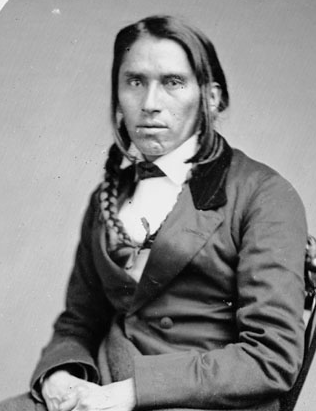
Hole in the Sky II, in 1858, legendarische vader van Hole in the Sky III. Door de Amerikanen werden de opeenvolgende opperhoofden uit deze legendarische leidersfamilie 'Chief Hole in The Day' genoemd, een foutieve vertaling van Bagone-giizhig.

Na de nederlaag van Tecumsehs coalitie sloten de Ojibweg in 1815 vrede met de Amerikaanse overheid. Toch was dit niet het einde van de schermutselingen met de landhongerige Amerikaanse overheid, die zich ten doel stelde alle zuidelijke Ojibweg naar reservaten in Minnesota te deporteren; dit resulteerde in de Tragedie bij Sandy Lake in 1850 waar minstens 230 Ojibweg stierven van honger, ziektes, uitputting en bevriezing. Dankzij de inzet van de uit Mooningwanekaaning (LaPointe, Wisconsin) afkomstige Ojibwe-leider Gichi-weshkiinh oftewel Bizhiki (die bij de Amerikanen bekend werd als Chief Buffalo) en het in die tijd bij het Anglo-Amerikaanse publiek levende ressentiment tegen de agressieve politiek van hun regering tegen inheemse Amerikanen, mochten de Ojibwe-tribes oostelijk van de Mississippi terugkeren naar hun oude land, en werden ze daar in permanente reservaten geplaatst. Een aantal clans werd echter naar Kansas en Oklahoma gedeporteerd als onderdeel van een grootscheepse deportatie van hun buren, de Bodéwadmik en Odaawaag.
Na het drama bij Sandy Lake in 1850 vond nog een veldslag plaats in Minnesota, die het definitieve einde van een bloedig tijdperk in de VS betekende. Op 5 oktober 1898 werden Amerikaanse troepen naar Gaa-zagaskwaajimekaag (Leech Lake Indian Reservation) in Noord-Minnesota gestuurd om Bagone-giizhig ( 'Chief Hole in the Sky III'), een dissidente oudere leider van de Mekamaadwewininiwag (de 'Leech Lake Band of Pillagers') te arresteren. De veldslag die hieruit voortkwam, de Battle at Sugar Point, eindigde in een overwinning voor Bagone-giizhig, en zou de geschiedenis ingaan als het officiële einde van de lange en bloedige Indian wars  tussen de westelijke 'indianen' en de 'Lange Messen'.

## Rebellie in Canada (1869-1870)
In Canada namen in 1869-70 de Nakawēk (Saulteaux, Plains Ojibwe), samen met de Nêhiyawak (Plains Cree), deel aan de door Louis Riel geleide Métis-opstand in Manitoba, die de geschiedenis in zou gaan als de Red River Rebellion. Praktisch het gehele Canadese leger moest worden ingezet om deze rebellie de kop in te drukken. Niet lang na deze nederlaag werden de Nakawēk in reservaten geplaatst ten gunste van de Canadese houtkap- en mijnbouwbelangen.

## Oorlog en vrede met de Dakota (17e – 19e eeuw)
De Ojibwe-Anishinaabeg hadden vanaf het moment dat ze de Grote Meren begonnen te koloniseren een speciale relatie met het volk van Oceti Sakowin, dat al veel langer in het gebied leefde. Deze natie, die door Euro-Amerikanen 'Sioux' werd genoemd, bestaat uit zeven divisies of raadvuren die op hun beurt zijn onderverdeeld in drie geografische subdivisies: de Dakota of Isanti (de oostelijke divisie), de Nakota (de middendivisie) en de Lakota of Titonwan (de westelijke divisie). De Hohe Nakoda, die door de Ojibweg Asiniibwaanag ('Steenroosteraars') werden genoemd en daar de (verbasterde) benaming 'Assiniboine' aan over hebben gehouden, maakten deel uit van de Ihanktowana Nakota. Nadat ze zich wegens een conflict in de 16e eeuw hadden afgescheiden van de Nakota, begonnen ze zichzelf 'Nakoda' te noemen, en ontpopten ze zich als gezworen vijanden van hun Dakota-verwanten uit het zuiden. In de 17e eeuw ontstond een hecht bondgenootschap met de Ojibwe, en er was veel sprake van interculturele uitwisseling en gemengde huwelijken.

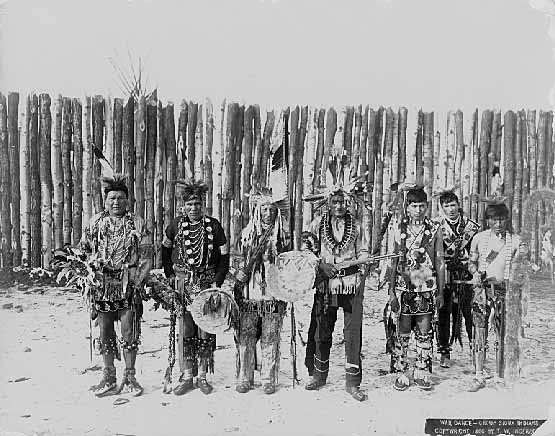
Dakota 'War Dancers' uit Minnesota, 1896. Bron: Minnesota Historical Society.

In het collectieve bewustzijn van de Dakota, de Lakota en de Ihanktonwan- en Ihanktowana-Nakota echter, leeft tot op de dag van vandaag het idee dat het Volk van de Zeven Raadsvuren nooit anders dan oorlog met de Ojibweg heeft gekend. Maar andersom geldt dit ook. Zo waren de namen die de Ojibweg voor de Dakota en Lakota gebruikten weinig vleiend: Bwaanag oftewel 'zij die (honden) roosteren' en Naadowe-isiwag (Naadawensiwiig), 'klein soort adders', en spreken de Isanti en Titonwan wanneer ze aan de Ojibweg refereren, nog vaak van Toka (Vijand). Toch berust dit beeld niet geheel op waarheid. Gedurende vijf of zes generaties ging nauwelijks een zomer voorbij zonder dat Ojibweg en Dakota slaags raakten, maar dit werd afgewisseld met lange periodes van vrede waarin men geregeld bij elkaar op bezoek kwam; er was zelfs sprake van interculturele uitwisseling en er werd niet zelden onderling gehuwd. Toch was voor beide volken de krijg, ook al verstoorde deze het op zichzelf vreedzame karakter van hun tradities, een noodzakelijk bestanddeel van hun cultuur, want vechten leverde behendigheid en een geharde mentaliteit op welke nodig waren om te kunnen overleven in een veeleisend klimaat.
Maar ook externe omstandigheden speelden een rol: aangezien de Ojibweg in de 18e en 19e eeuw veel land aan de oostkant van de Grote Meren verloren aan de Engelsen en Amerikanen werden ze gedwongen hun leefgebied steeds verder naar het westen te zoeken, en waren ze, op hun beurt, genoodzaakt de Isanti Dakota van hun oorspronkelijke jachtgronden in Wisconsin en Minnesota te verjagen. Vooral de controle over een groot jachtterritorium, die de jagers voldoende hertenvlees opleverde, was voor beide volken een absolute noodzaak om de strenge winters te kunnen overleven. Tegen de met geweren bewapende Ojibweg, wier mentaliteit bovendien zeer gehard was door de eeuwenlange migratie vanuit het oosten, konden de Dakota, die numeriek in de minderheid waren en slechts de beschikking hadden over pijl-en-boog, niet op. Ze trokken omstreeks het midden van de 19e eeuw voorgoed de Missouri en de Red River of the North over.
Voor zover bekend dateren de eerste schermutselingen tussen Isanti en de expansionistische nieuwkomers uit het oosten uit de 17e eeuw, maar er valt niet uit te sluiten dat twee of drie eeuwen eerder al werd gevochten; volgens de overleveringen stuitten de Anishinaabe-migranten toen ze het bovenste schiereiland van Michigan bereikten, bij de stroomversnellingen van de St. Marys River al op een Isanti-nederzetting (nr. 1 op de kaart).
Toen de Britten in 1670 hun eerste handelspost aan de Hudsonbaai openden, pakte dit zeer ongunstig uit voor de Odaawaag. In het verleden hadden de Ayisiniwak (Cree) uit Canada de Odaawaag aan beverpelzen geholpen die ze konden verhandelen met de Fransen. Maar aan deze lucratieve situatie kwam een einde toen de Ayisiniwak rechtstreeks handel konden drijven met de Britten, en zij niet langer met de Fransen hoefden te handelen, met de Odaawaag als tussenhandelaren. De Odaawaag, gezegend met een fenomenaal handelsinstinct, pasten zich echter snel aan de nieuwe situatie aan en vonden de Ojibweg bereid hen aan pelzen te helpen die ze vervolgens aan de Fransen konden verhandelen. Om aan de hierdoor toenemende vraag naar beverpelzen te kunnen voldoen zagen de Ojibweg die in de oostelijke helft van het Grote Merengebied leefden, zich genoodzaakt hun gebied langs de noordelijke en zuidelijke oevers van het Bovenmeer uit te breiden. De sterk manipulatieve Fransen moedigden deze Ojibwe-expansie naar het westen actief aan omdat ze de Ojibweg zagen als een solide buffer tussen de inheemse volken van het Grote Merengebied en de Britse handelsaspiraties vanuit het noorden. Omstreeks 1685 leverden de Odaawaag en Ojibweg samen maar liefst twee derde van de totale voorraad pelzen die in Montreal verhandeld werd!
De toenemende expansie van de Ojibweg langs de noordzijde van het Bovenmeer voerde de druk op de Hohe Nakoda (Assiniboine) die daar leefden, op. Hoewel dit volk nauw verwant was aan de Isanti Dakota, waren ze al geruime tijd vijanden van elkaar, en de tegenstrijdige pelshandelbelangen maakte de kloof alleen maar groter. Hoewel ze in een doorlopende strijd gewikkeld waren met de Asakiwaki, Meskwakihaki, Mascouten, Myaamiaki, Giiwigaabaw en Bodéwadmik van de Green Bay (in het Michiganmeer) en met de Ojibweg uit westelijk Wisconsin, zagen de Dakota de Hohe Nakoda uit het noorden, die intussen een bondgenootschap waren aangegaan met de Cree, als een nog veel grotere dreiging dan hun Anishinaabe-buren. Door deze verlegde focus van de Dakota op hun vijanden uit het noorden zagen de Fransen de kans schoon om vrede te stichten tussen de Ojibweg en Dakota, met als achterliggend idee dat ze nu ook handel zouden konden drijven met het laatstgenoemde volk. In 1680 sloten, onder Franse regie, de Baawitogiwinini-Ojibweg (van Sault Ste. Marie) vrede met de Dakota. De Keweenaw-Ojibweg en de volken van Green Bay maakten echter geen deel uit van het verdrag en de vijandelijkheden tegen de Dakota bleven doorgaan.
In 1682 (andere bronnen spreken van 1684) vermoordde op het schiereiland Keweenaw (in noordelijk Michigan) een aantal Ojibwe- en Mamaceqta (Menominee)-krijgers, die kwaad waren over de Franse toenadering tot de Dakota, twee Franse handelaren en tien van hun inheemse begeleiders. De Franse autoriteiten op Michilimackinac reageerden hierop door de daders op te sporen, hen te arresteren en voor de vorm twee van de Mamaceqta-krijgers conform de Europese rechtspraak ter dood te brengen (hun schedels werden in het openbaar ingeslagen); toch durfden ze, onder druk van de Baawitogiwinini-Ojibweg en Odaawaag, de belangrijkste daders niet hard aan te pakken. Dit voorval toonde aan dat de Fransen, hoewel ze handelscontact met de Dakota nastreefden, hun belangrijke Anishinaabe-bondgenoten (de Ojibweg en Odaawaag) niet voor het hoofd durfden te stoten.
De Fransen, die groot belang hadden bij pelshandel met de Dakota, bleven zich inspannen een integrale vrede tussen hen en de Ojibweg tot stand te brengen. Dit leidde uiteindelijk in 1671 en 1679 tot (georkestreerde) onderhandelingen en vredesverdragen. Maar het feit dat de Ojibweg wegens gebrek aan voedsel dat groot wild hen verschafte, en de door de Fransen opgejaagde drang tot de pelsdierenjacht, zich gedwongen zagen hun oostelijke jachtgronden steeds verder naar het westen uit te breiden, was een zeker recept voor een nieuwe oorlog. De economische banden die de Ojibweg oorspronkelijk hadden met de Dakota, kwamen dan ook steeds verder onder druk te staan naarmate de Fransen meer pelshandel met de Dakota dreven; andersom hadden de Dakota grote bezwaren tegen de commerciële positie van de Ojibweg, die tussenhandelaren waren voor hun erfvijanden, de Hohe Nakoda (Assiniboine) en Cree. In 1736/37, bijna zestig jaar na het vredesverdrag van 1679, was een nieuw oorlog tussen de Dakota en Ojibweg dan ook een feit.

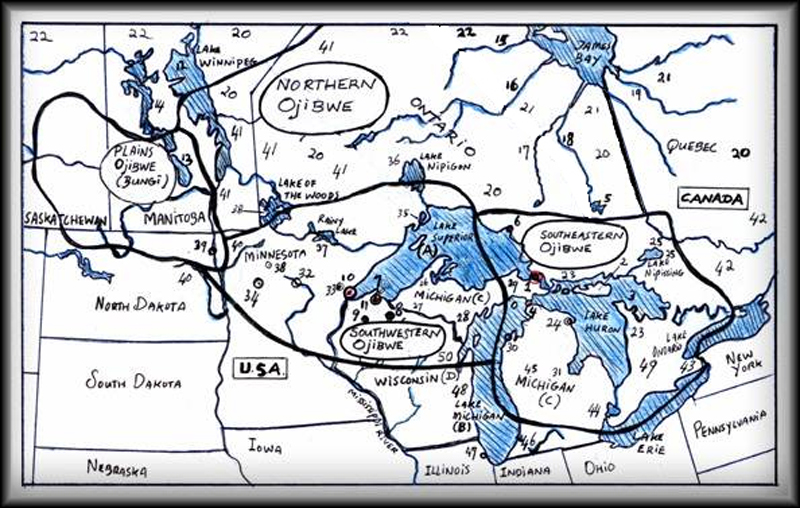
Overzichtskaart van Anishinaabe Aki, het land van de Ojibweg zoals dat er sinds 1800 uitziet. De nummers op de kaart corresponderen met een aantal nummers in de tekst. Bron: jaawanart.com sieraden en achtergrondverhalen over de Ojibwecultuur. Bron: Zhaawano Giizhik.

Franse coureurs des bois (pelshandelaren die zonder licentie van de Franse overheid opereerden) uit Noord-Michigan drongen in de 18e eeuw steeds verder door tot het gebied ten noordwesten van het Bovenmeer, waar ze, in de nabijheid van de rivier de Winnipeg (nr. 41 op de kaart), een solide vriendschap sloten met de Ayisiniwak en Hohe Nakoda, die al in de 17e eeuw bittere vijanden van de Dakota waren. De Isanti Dakota, in een poging een Franse wapenleverantie aan hun nieuwe bondgenoten te onderscheppen, slachtten in 1736 een gecombineerde groep van Ayisiniwak en Fransen af die zich op dat moment op een eiland in Lake of the Woods (nr. 38 op de kaart) bevond. De westelijke Ojibweg beschouwden deze aanval op hun bondgenoten als een regelrechte oorlogsverklaring. Deze gebeurtenis was, ook al sloten de Dakota enkele jaren later een vredesverdrag met de Fransen, reden voor de Ojibweg de Bwaanag, met wie ze bijna 60 jaar in vrede hadden geleefd, bijna onophoudelijk aan te vallen; dit ging door totdat beide volkeren in de 19e eeuw door de overheid van de Verenigde Staten in reservaten geplaatst werden.
Voor zover valt op te maken uit mondelinge overleveringen, vonden tussen 1740 en 1760 in het huidige Wisconsin en Minnesota drie cruciale veldslagen plaats, met als inzet de rijke jachtgronden en wilderijstvelden van de vallei van  de St. Croix en de meren van Noord-Minnesota. Hierbij versloegen de zuidwestelijke Ojibweg de Bwaanag en dreven hen voorbij de Mississippi, tot in de noordelijke streken van de huidige staat Minnesota. Misschien wel de belangrijkste slag, de Slag bij Izatys, speelde zich circa 1750 af aan de zuidwestelijke oever van het huidige Meer van Mille Lacs (Minnesota), dat in de Dakota-taal Isantamde (Messenmeer) heette, en waar de Mdewakanton-Isanyati uit een grote nederzetting werden verdreven. Deze nederzetting, Izatys genaamd (dat later door de Fransen werd verbasterd tot Kathio), vlak bij het huidige Vineland, was tot die tijd het culturele en politieke centrum van de Isanti Dakota.
Na een – volgens de Ojibwe-overlevering epische – strijd die drie dagen aanhield maar waarin de Isanyati-Mdewakantonwan geen partij waren voor de met moderne wapens uitgeruste Ojibwe-krijgers, zouden de weinige overlevenden zijn gevlucht om nooit meer terug te keren in hun oude leefgebied. Maar er moet ook rekening gehouden worden met de theorie dat de bewoners van Izatys het niet op een confrontatie lieten aankomen en zich, zonder verliezen te lijden, strategisch terugtrokken om dichter bij de steeds belangrijker wordende bizonkuddes langs de Mississippi te gaan leven – waar ze vooralsnog veilig waren voor de Ojibwe- en Ayisini (Cree)-krijgers. Desondanks bleef een groep Dakota een nederzetting bewonen aan de huidige Drum River, die in het Meer van Mille Lacs vloeit, en het zou nog een generatie duren voordat de heuvels en meren van Noord-Minnesota volledig in Ojibwe-handen waren.
Een tweede veldslag vond plaats aan de monding van de rivier de St. Croix (vlak bij het huidige Prescott, Wisconsin). Dit keer leden de Ojibweg grote verliezen maar desondanks zagen de Dakota-strijders zich genoodzaakt de aftocht te blazen. En hoewel geheel Noord-Wisconsin nu in handen was van de Ojibweg waren de Dakota nog niet verslagen; toen Britse waarnemers in 1776 het bovenste stroomgebied van de Mississippi bezochten stuitten ze op Isanyati die blaakten van gezondheid, in dorpen die goed bevoorraad waren en 's winters de beschikking hadden over een overvloed aan vlees. De oevers van de Mississippi werden begraasd door grote bizonkuddes, en ook de wapiti was hier in overvloed aanwezig. Tegenover de Britten lieten deze Isanti zich laatdunkend uit over hun vijanden, die ze betitelden als slaven en honden. En inderdaad hadden de Ojibweg, die aan een structureel proteïnegebrek leden dat niet opgelost kon worden door de visvangst alleen, ernstig te lijden van een tijdelijke dip in de pelshandel. Deze werd veroorzaakt door de nasleep van de Franse en indiaanse oorlog (1754-1760) en van Pontiacs Rebellie (1763). Britse pelshandelaren die na de val van Nieuw-Frankrijk de plaats van de Franse voyageurs kwamen innemen, en de Ojibweg van het Bovenmeer bezochten, troffen er nederzettingen aan waar ondervoeding heerste en de mensen in lompen gekleed gingen.
De derde veldslag tussen de Ojibweg en Isanti was evenwel beslissend, en de gunstige uitkomst zette de deur voor de zuidwestelijke Ojibweg voorgoed open naar het bronnengebied van de Mississippi, in het huidige Noord-Minnesota. Deze slag werd uitgevochten bij Gaagaagiwigwani-ziibi oftewel de rivier de Crow Wing in het huidige Hubbard County (Minnesota). Tijdens deze veldslag moordde een groep van 60 krijgers die waren gerekruteerd uit Ojibwe-bands, een groep van driehonderd Isanti uit. Onder meer enkele Baawitigowininiwag uit het veel oostelijker gelegen Sault Ste. Marie (zie nr.1 op de kaart) maakten deel uit van deze krijgsexpeditie, en er was zelfs sprake van deelname door een groepje Ayisiniwak (Cree).
De leider van deze gemengde expeditie was Bayaaswaa (De Gedroogde), een vermaard krijgshoofd en jiisakiiwinini ( een ziener en Schuddende Tent-medicijnman die zijn kracht ontleende aan de Dondervogels). Niet lang daarna leidde Bayaaswaa een deel van de kolonisten uit Nagaajiwanaang (Fond Du Lac, Minnesota, nr. 33 op de kaart) nog verder naar het westen, waar ze hun kampvuren aanstaken bij Big Sandy Lake, aan de westzijde van de Savanna Portage, van oudsher een belangrijke kanoroute die de Mississippi met het Bovenmeer verbindt. Deze nieuwe nederzetting en de rijke jachtgronden waarmee ze werd omringd, werkten als een magneet op de Ojibweg die zowel aan de noord- als de zuidzijde van Gichi-Ojibwe-Gamiing (het Bovenmeer) in armoedige omstandigheden leefden, en Noord-Minnesota kreeg al spoedig te maken met een nieuwe toestroom van kolonisten.

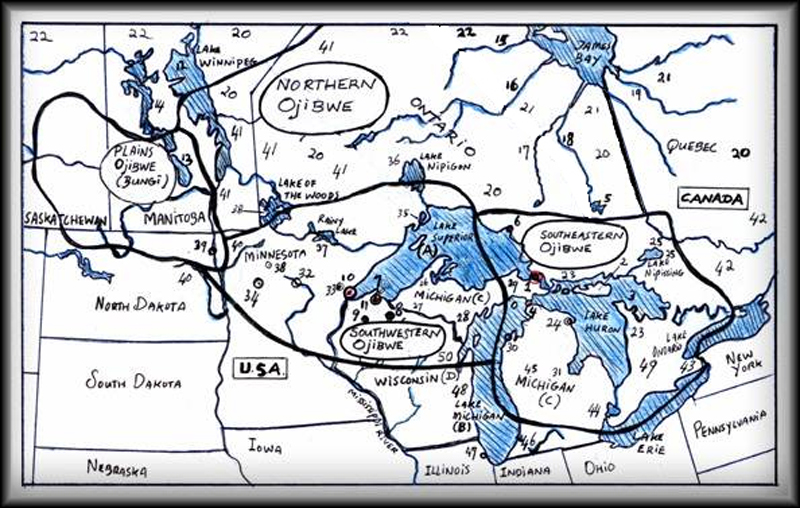
Overzichtskaart van Anishinaabe Aki, het land van de Ojibweg zoals dat er sinds 1800 uitziet. De nummers op de kaart corresponderen met een aantal nummers in de tekst. Bron: jaawanart.com sieraden en achtergrondverhalen over de Ojibwecultuur.

De Sisitonwan, een divisie van de Isanti Dakota die haar leefgebied rondom Winnibigoshish, Cass Lake en Leechmeer had, zagen zich door deze ontwikkeling ingesloten vanuit drie richtingen. Vanuit het huidige Rainy Lake (nr. 37) in het noorden kwamen de Goojijiwininiwag; vanuit Big Sandy Lake in het zuiden kwam het volk van opperhoofd Bayaaswaa; en uit het westen rukten, samen met enkele Ojibweg die reeds de Red River of the North (Noordelijke Rode Rivier) hadden bereikt, de Ayisiniwak en Hohe (Assiniboine- Nakota) op. Omstreeks 1760 werd de druk van hun vijanden zo groot dat de Sisitonwan hun laatste bolwerk, de eilanden van het Leechmeer (nr. 32 op de kaart), verlieten en zich in zuidwestelijke richting terugtrokken bij de bronnen van de Red River en de Minnesota, daar waar de huidige staten Minnesota, North Dakota en South Dakota elkaar ontmoeten. De laatste verdedigingslinie van deze Isanti had, militair gezien, nog wel iets langer stand kunnen houden, maar het vrije leven op de westelijke prairies van hun trotse verwanten de Titonwan (Lakota), die al eerder hadden gekozen voor het te paard volgen van de grote kuddes bizons, begon steeds meer te lokken. Toch bleef een relatief grote groep Isanti aan de oostzijde van de Missouri wonen, en hun sporadische krijgsexpedities naar het merengebied van de boven-Mississippi maakten het leven van de Ojibwe-kolonisten nog decennialang onveilig.
Tijdens een van deze expedities, die ergens in de jaren zeventig van de 18e eeuw plaatsvond, werd de nederzetting rondom het huidige Sandy Lake, maar ook de kolonies rondom Cass Lake en Leechmeer (nr. 32) die intussen door de Mekamaadwewininiwag waren gesticht, aangevallen. De Isanti-krijgers werden langs de Mississippi opgewacht door een groep van deze geharde Mekamaadwewininiwag oftewel 'Pillagers' (Plunderaars), die deze naam hadden gekregen wegens de voortvarende wijze waarop ze Noord-Minnesota hadden gekoloniseerd. Zij lokten de aanvallers die in kano's stroomafwaarts naderden, in een hinderlaag bij Gaagaagiwigwani-ziibi (de rivier de Crow Wing), en ook dit treffen liep fataal af voor de Isanti.
Omstreeks 1770 probeerden de Dakota andermaal de Ojibweg uit de valleien van de Chippewa en St. Croix te verjagen, deze keer met behulp van een gecombineerde strijdkracht van Meskwakihaki (Fox) en Asakiwaki (Sauk). Ook deze poging faalde: een groep van zo'n 300 Ojibwe-strijders, afkomstig uit Noord-Michigan, Wisconsin en Minnesota en onder aanvoering van Waabojiig (Witte Vissermarter) van de Zhaagawaamikong-band (een andere prominente leider was Zhingaabewasin van de Baawitigowininiwag uit Sault Ste. Marie), stuitte op de indringers bij de watervallen van Manoominikeshiinh-ziibi (de rivier de St. Croix) en bracht hun een laatste, vernietigende slag toe, waarbij vele Meskwakihaki en Asakiwaki hun graf in de kolkende golven vonden of levenloos achterbleven op de rotsen van het belendende ravijn. Met deze, psychologisch zeer belangrijke, overwinning (die de geschiedenis zou ingaan als Battle of St. Croix Falls) verkregen de Ojibweg definitief de controle over het bovenste deel van de Manoominikeshiinhvallei, en de monding van de Snake River markeerde sindsdien de (informele) grens tussen de Ojibweg en Isanti Dakota.
Aan het begin van de 19e eeuw hadden zich grote groepen Mdewakanton Dakota gevestigd in het benedenstroomgebied van de Missouri en de Mississippi, onder de heilige St. Anthonywatervallen. De Verenigde Staten sloten in 1825 een verdrag met hen en met de Ojibweg, het verdrag van Prairie du Chien. Dit verdrag, dat het jaar erop tijdens de verdrag van Fond du Lac door de Ojibwe- en Dakotaleiders werd bekrachtigd, regelde een vredesovereenkomst tussen beide volken en voorzag in een officiële demarcatielijn dwars door de huidige staat Minnesota; deze grens liep van de rivier de St. Croix (het huidige grensgebied tussen Wisconsin en Minnesota) tot aan de Noordelijke Red River (het huidige grensgebied tussen Minnesota en North Dakota). Tevens werd, bij wijze van buffer, de aan de Dakota verwante natie van de Ho-Chunk (Winnebago), die uit hun land in het huidige Wisconsin verdreven waren, tijdelijk tussen de Ojibweg en Dakota in geplaatst. Een aanzienlijk deel van deze vluchtelingen was echter ongelukkig met deze situatie – zij zaten immers tussen de wal en het schip – en ze slipten zo onopgemerkt als mogelijk terug naar hun oorspronkelijke thuisland in het oosten, tot groot ongenoegen van de Amerikaanse overheid.
Ondanks deze bemiddelingspogingen van de Amerikaanse overheid gingen, met korte tussenpozen, de vijandigheden tussen Ojibweg en Dakota door, een situatie die aanhield tot diep in de 19e eeuw. In 1835 werden de Ojibweg en Isanti wederom door de Amerikaanse overheid uitgenodigd om, dit keer in Fort Snelling (Minnesota), hun grensverschillen bij te leggen. Ook deze keer hield de vrede niet lang stand. De strijd laaide sporadisch op totdat, als gevolg van de verdragen met de Amerikanen, de Ojibweg vanaf medio 19e eeuw in reservaten gingen wonen. Hiermee kwam ook de oorlog tussen beide volken, die vanaf de 17e eeuw bijna onafgebroken had gewoed, tot een abrupt einde.

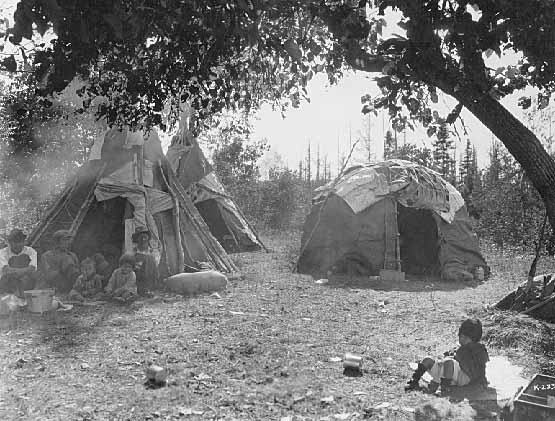
Twee Dakota stijl-tipi's naast een Ojibwe waaginogaan (koepelvormige wigwam) op Gaa-waabaabiganikaag (White Earth Indian Reservation), Minnesota, 1928, zijn een voorbeeld van de invloed van de Dakota op de Ojibwecultuur. Bron: Minnesota Historical Sociery.

Ondanks de eeuwenoude, vaak meedogenloze rivaliteit tussen Ojibweg en Isanti Dakota was er toch sprake van een zekere mate van (oprecht) wederzijds respect. De periode van vrede die van 1679 tot 1736 heerste heeft een fundament gesmeed dat ondanks alle oorlogsgruwelen de tand des tijds heeft doorstaan. Vooral in de vallei van Manoominikeshiinh-ziibi (de rivier de St. Croix), in het grensgebied van Wisconsin en Minnesota, waren beide volken een hechte verbintenis met elkaar aangegaan en gemengde huwelijken waren geen uitzondering. Oorlog betekende hier een pijnlijke scheuring tussen families en nederzettingen, en telkens wanneer vrede werd gesloten hield deze langer stand dan in andere gebieden het geval was. De bloedbanden strekten zich zelfs uit tot het leiderschap: de eerste van de lijn van beroemde Mdewakanton Dakota-opperhoofden die Wapasha heetten en die leefde van 1620 tot 1706, was een halfbroer van de vermaarde krijgsleider Mamongeseda, de vader van Waabojiig (1748-1793) van de Zhaagawaamikongband uit Wisconsin. De sporen die beide naties in elkaars cultuur hebben achtergelaten zijn talrijk; het was van de Dakota dat de Ojibweg de kunst van de bizonjacht leerden en andersom toonden de Ojibweg de Isanti hoe ze kano's van berkenbast konden maken. De Dakota leenden zelfs sommige ceremoniën van de Midewiwin van de Ojibweg.
Volgens een populaire Ojibwe-overlevering schonken omstreeks 1870 de Dakota, moe van de strijd en de verliezen en op zoek naar vrede met hun buren, de Ojibweg een voorwerp van onschatbare waarde dat tot op de dag van heden een belangrijke rol in hun cultuur speelt: de powwow-drum. En Isanti-vrouw, Staartveervrouw genaamd, verschool zich in een meer voor Ojibwe-krijgers die tijdens een strijd die vier dagen duurde, haar volk uitmoordde. Verstopt onder een waterlelie werd ze bezocht door de stem van een Luchtgeest die haar beval een grote watertrommel te maken, en haar tevens de dansen en liederen leerde en de rituele details die bij de drumceremonie hoorden. Ook kreeg ze van de geest twee trommelstokken, een pijp en tabak. De overlevenden van haar volk maakten vervolgens onder leiding van Staartveervrouw de trommel die ze in haar visioen had gezien. De Dakota begrepen dat de trommel een instrument van de vrede was en deze werd daarom, vergezeld van een speciale ceremonie, aan hun voormalige vijanden aangeboden om een einde aan het bloedvergieten te maken. De Ojibweg namen de drum en de erbij horende instructies in dankbaarheid aan en de vrede tussen beide volken werd op plechtige wijze bezegeld. En nog altijd staat de midewe’igan (heilige dansdrum) centraal in de ceremoniën van de Midewiwin en spreken de Ojibweg, als ze aan de traditionele powwow-drum refereren, van de bwaanidewe’igan, oftewel Siouxdrum.

## Landoverdracht in de VS en Zuid-Ontario en de gevolgen voor de zuidelijke Ojibweg (1781 tot —-)
De zuidoostelijke Ojibweg, die het onderste schiereiland van de huidige staat Michigan bewoonden alsmede het zuidoosten van de huidige provincie Ontario, kregen, zodra hun oude bondgenoten de Fransen voorgoed waren verslagen, te maken met Britse ambities land te verwerven. In 1781 leidden verdragen met de Britten tot de overdracht van grote lappen grond langs de rivier de Niagara tussen het Eriemeer en het Ontariomeer, inclusief de Canadese kant van de Niagarawatervallen, en van schiereiland Mackinaw in het Huronmeer; in 1783 droegen de Misi-zaagiwininiwak (Mississauga) gebied langs de noordkust van het Ontariomeer over. Tegen het eind van de 18e eeuw begon echter de nog veel grotere landhonger van de nog jonge Verenigde Staten zich te gelden, en was de rol van de Britten uitgespeeld.
Nadat de Ojibweg in de Battle of Fallen Timbers in 1794 waren verslagen door generaal Anthony Wayne, regelden tussen 1789 en 1817 verdragen de overdracht van Ojibwe-land in noordelijk Ohio: onder andere het verdrag van Fort Harmar (1789), het verdrag van Greeneville (1795), het verdrag van Fort Industry (1805) en de Treaty of the Maumee Rapids (1817). In 1819 sloten de Ojibweg een verdrag met de VS waarmee ze land rondom de vallei van de rivier de Saginaw en de kust van de Saginaw Bay op het onderste schiereiland van Michigan overdroegen, en weer twee jaar later verkochten de overgebleven Odaawaa- en Ojibwe-bands het resterende land in zuidwestelijk Michigan en verhuisden ze naar noordelijker gebieden. De zeer grootschalige landoverdracht die vervolgens tussen 1817 en 1819 plaatsvond, maakte voorgoed de weg vrij voor Amerikaanse kolonisten die, vooral na de opening van het Erie-kanaal, massaal intensieve landbouw gingen bedrijven in het zuiden van Michigan.
Toen de zuidwestelijke Ojibweg medio 18e eeuw vanuit de baai van Chequamegon het land ten westen van het Bovenmeer (het huidige Minnesota) begonnen te koloniseren, bleven ze, in hun streven zo veel mogelijk jachtgronden in de buurt van de Europese handelsposten te verwerven, de Bwaanag (zoals ze de Dakota noemden) gevoelige slagen toebrengen. Omstreeks 1750 dreven de Ojibweg de Mdewakanton-Dakota uit het gebied waar nu Mille Lacs ligt, en vervolgens uit de gebieden rondom het huidige Sandy Lake, Cass Lake en Red Lake, en stichtten ze kolonies aan de oevers van deze meren. Aan het einde van de 18e eeuw, terwijl ze nog druk doende waren met het voeren van oorlogen tegen de Dakota en Meskwakihaki, raakten de Ojibweg zo afhankelijk van hun Europese handelspartners dat hun eigen cultuur onder druk kwam te staan. Toch gebeurde dit in een minder rap tempo en op minder desastreuze wijze dan het geval was bij de overige inheemse volken uit het Grote Merendistrict; terwijl de andere naties voorgoed uit hun oorspronkelijke leefgebieden werden verbannen lukte het de Ojibweg juist om op grote schaal hun jacht- en visgronden uit te breiden. Pas omstreeks 1854, toen ze gedwongen waren in reservaten te leven, begon hun trotse jagers- en visserscultuur in rap tempo te desintegreren.

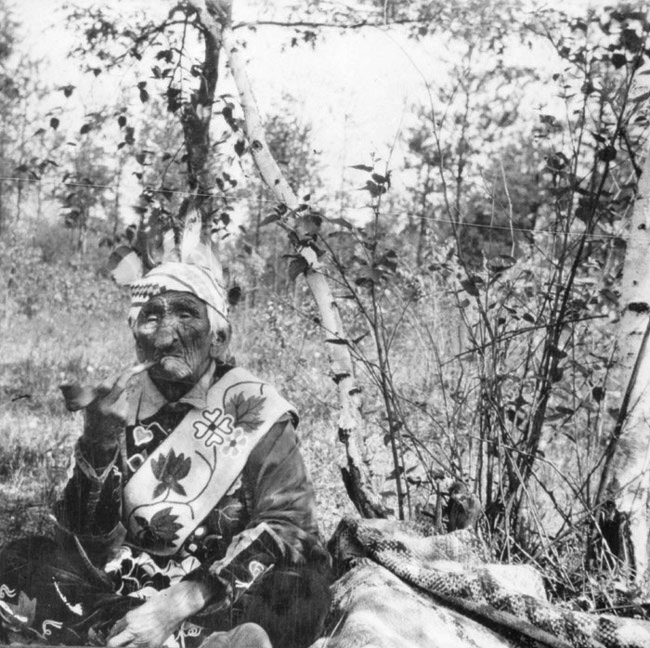
Ga-Be-Nah-Gewn-Wonce of Kay-bah-nung-we-way (Gerimpeld, of Vervellend Vlees) alias John Smith uit Cass Lake in Minnesota, een van de allerlaatste Ojibwe-medicijnmannen-oude-stijl. Naar verluidt zou hij 137 jaar zijn geworden, en dus in drie eeuwen hebben geleefd. Hij had nog als verkenner in de oorlogen tussen de Ojibweg en Dakota gediend. Zijn dood in 1922 betekende het definitieve einde van de oude, traditionele Ojibwecultuur. Bron: Minnesota Historical Society.

De bontmarkt in Noord-Amerika stortte omstreeks 1830 in, en de Ojibwe-pelsjagers en hun families kwamen als gevolg hiervan diep in de schulden te zitten. Deze gebeurtenis had een dramatische weerslag op hun gemeenschappen. In antwoord op de Britse hegemonie verwierven de Amerikanen controle over de pelshandel door op strategische plaatsen sterk concurrerende handelshuizen ('factories' genaamd) op te richten, zodat de Britten vanzelf uit de markt werden gedrukt. Door deze verschuiving in de macht raakten de Ojibwe-leiders in een zwakke onderhandelingspositie ten opzichte van de Amerikaanse overheid, die gretig van de situatie gebruik maakte door, dikwijls onder valse voorwendselen, grote lappen Ojibwe-grond te annexeren. De zuidelijke Ojibweg moesten met lede ogen aanzien hoe in relatief korte tijd grote delen van hun leefgebied door Amerikaanse kolonisten werden geannexeerd.
Omstreeks 1820 sloten de Verenigde Staten een verdrag met de Ojibweg van Baawiting en verwierven hiermee land langs de St. Marys River (bij het huidige Sault Ste. Marie) en bouwden er Fort Brady. In 1833 gaf een groep van Ojibwe-, Odaawaa- en Bodéwadmi-bands uit zuidelijk Ohio en Illinois hun claims op hun leefgebied op en ondertekende een verdrag dat hen land op de plains ten westen van de Mississippi garandeerde. Tussen 1836 en 1842 verloren de zuidelijke Ojibweg, die op grote schaal door armoede waren getroffen en door epidemieën waar ze geen resistentie tegen hadden, het noordwestelijke deel van het onderste schiereiland van Michigan, land in Wisconsin en Centraal-Minnesota en een groot gebied in het noorden van Michigan. Dit laatste gebeurde als onderdeel van het 'mineralenverdrag', dat de Amerikaanse overheid toegang tot de rijke koper- en ijzervoorraad in dit gebied opleverde.
Terwijl in de jaren dertig van de 19e eeuw de oorlog tussen Ojibweg en Dakota in alle hevigheid voortduurde, steeds meer Amerikaanse kolonisten het land rondom het Bovenmeer binnendrongen om er landbouw te bedrijven en er meer en meer handelshuizen bij kwamen, begon de federale overheid op strategische plaatsen militaire posten op te richten in het gebied dat uiteindelijk zou uitgroeien tot de staten Wisconsin en Minnesota. Zo ontstonden ten dele voor de veiligheid van de kolonisten en ten dele om controle uit te kunnen oefenen op de pelshandel, forten bij Green Bay en Prairie du Chien in het huidige Wisconsin en werd in Minnesota, waar de rivieren Minnesota en Mississippi samenvloeien, Fort Snelling opgericht. Hier werden de Ojibweg en Dakota in 1835 uitgenodigd om tijdens vredesbesprekingen hun grensverschillen bij te leggen.
Ondanks de aanwezigheid van het Amerikaanse leger duurde de strijd tussen beide volkeren voort, zij het in de vorm van kleine, sporadisch voorkomende schermutselingen. Krijgsexpedities waren meestal onderdeel van een lange aaneenschakeling van wraakoefeningen maar ook de strijd om jachtgronden – vooral de hertenjacht was essentieel voor de voedselvoorziening – speelde een rol. Dit ging zo door tot, als gevolg van het verdrag van 1854 bij La Pointe in Wisconsin, de Mississippi-, Bovenmeer-, en Boise Fort-bands het merendeel van hun land opgaven en in reservaten gingen wonen. De seminomadische levensstijl van de zuidwestelijke Ojibweg en de oorlog met de Dakota kwamen hiermee tot een abrupt einde.
Wat volgde was een periode van economische afhankelijkheid van de Amerikaanse overheid en ernstige gezondheidsproblemen wegens te weinig en vitaminearm voedsel. Hoewel de reservaten van de zuidwestelijke Ojibweg in streken werden gevestigd die van oudsher al door hen bewoond werden (meestal aan de oevers van een meer) was de jacht buiten de reservaatsgrenzen voortaan aan allerlei beperkingen onderhevig. De bontmarkt in Noord-Amerika was ingestort, en toen in 1842 de Amerikaanse Bonthandelsmaatschappij failliet raakte, werd het steeds moeilijker om nog inkomsten te verwerven. 's Zomers kon men nog wel in het levensonderhoud voorzien met de visvangst, maar 's winters wreekte zich het gebrek aan wild. Honger en ondervoeding vielen de gemeenschappen van de Ojibweg ten deel.
De Relocatiepolitiek (Removal Policy) werd in 1830 een officiële federale politiek van de VS; complete 'tribes' werden onder dwang gedeporteerd naar onbekend gebied ten westen van de Mississippi. De tweede helft van de 19e eeuw was dan ook voor alle inheemse naties binnen de grenzen van de Verenigde Staten een dramatische periode waarin het hen zowel economisch als cultureel zeer slecht ging. Hoewel relatief veel Ojibwe-bands, vooral uit de zuidwestelijke gebieden, op hun eigen grondgebied konden blijven wonen, braken ook voor hen moeilijke tijden aan.
In 1850 sloot de Canadese overheid het Robinson-Superior Verdrag met de zuidwestelijke en zuidoostelijke Ojibweg die aan de bovenzijde van het Bovenmeer leefden, en hetzelfde jaar het Robinson-Huron Verdrag met de zuidoostelijke Ojibweg die de noordelijke oevers van het Huronmeer bewoonden. In 1862 sloot Canada het Manitoulin Island Verdrag met de Ojibweg en Odaawaag van het gelijknamige eiland in het Huronmeer; dit verdrag leverde de Anglo-Canadezen de beste stukken land van het eiland op. De Ojibwe-gemeenschap van Wikwemikong, in het noordoosten van het eiland, weigerden echter het verdrag te ondertekenen, met als gevolg dat het reservaat tegenwoordig bekendstaat als het Wikwemikong Unceded Indian Reserve. De zuidoostelijke Ojibwe-bands, die tot dan toe waren overgeslagen, kwamen alsnog aan de beurt via de Williams treaties uit 1923 . Deze verdragen tussen de Canadese overheid (formeel de Britse Kroon) enerzijds en de Ojibweg – inclusief de Misi-zaagiwininiwak (Mississauga) – anderzijds waren wezenlijk anders dan alle andere verdragen die in Canada waren gesloten.
Hoewel deze Ojibwe-gemeenschappen die het oostelijkste puntje van Zuid-Ontario bewoonden contant werden uitbetaald, waren hun jacht- en visrechten niet gewaarborgd. Ook werden er geen garanties gegeven dat er land voor reservaten zou vrijkomen. Dit leidde vanzelfsprekend tot grote problemen voor de inheemse bevolking, die rechteloos achterbleef bij latere landtransacties. De Williams treaties gaven duidelijk het signaal af dat de Canadese overheid niet geïnteresseerd was in het behoud van de inheemse culturen binnen haar grondgebied, waarmee de ergste vrees van veel oostelijke Ojibweg (maar ook van de inheemse naties in het westen die nog niet waren gekoloniseerd) bewaarheid was geworden.

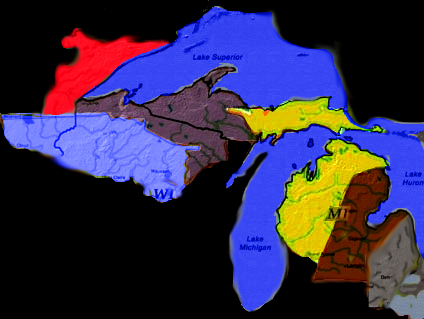
Landoverdracht in de 19e eeuw door de zuidelijke Ojibweg aan de Verenigde Staten. Grijs: Zuidoost-Michigan, Verdrag van Detroit, 1807. Bruin: Centraal-Zuid-Michigan, Verdrag van Saginaw, 1819. Geel: Zuidwest- en Noordoost-Michigan, Verdrag van 1836. Lichtblauw: Centraal-Wisconsin en Oost-Minnesota, Pine Treaty oftewel het St. Peters-verdrag, 1837. Paars: Noordwest-Michigan en Noord-Wisconsin, verdrag van La Pointe, 1842. Rood: Noord-Minnesota, 2e verdrag van La Pointe, 1854. Bron: Zhaawano Giizhik.

In 1854 sloten Gichi-ziibiwininiwag  (Mississippi)-, Gichi-gamiwininiwag (Lake Superior)- en Zagaakwaandagowinini (Boise Forte)- bands het 2e La Pointe Verdrag, dat hen land ten westen van het Bovenmeer tussen Fond du Lac in Minnesota tot aan de grens met Canada kostte; dit verdrag leidde tot de permanente vestiging van Ojibwe-reservaten in Noord-Michigan (Keweenaw Bay oftewel L'Anse, en Ontonagan), in het huidige Wisconsin (La Pointe dat later Red Cliff zou heten, Bad River, Lac Vieux Desert, Lac du Flambeau en Lac Courte Oreilles) en in het huidige Minnesota (Boise Fort, Fond du Lac en Grand Portage). Met het verdrag van 1855 droegen de Gichi-ziibiwininiwag (Mississippi Band), Mekamaadwewininiwag (Pillagers) en de Lake Winnebigoshish Band hun land rond de bovenloop van de Mississippi over en werden bij het Leechmeer en het Meer van Mille Lacs in reservaten geplaatst; in 1860 werden groepen zuidoostelijke Ojibweg gedwongen in het reservaat Bay Mills in Michigan te leven; in 1863 werd een reservaat bij Miskwaagamiiwizaga'iganiing (Red Lake) in Noord-Minnesota gevestigd; een jaar later sloten Pembina- en Red Lake-bands verdragen die hen de vallei van de Red River kostten, een van de rijkste agriculturele gebieden in de Verenigde Staten.
Tussen 1864 en 1889 ging de landonteigening van de zuidelijke Ojibweg onverminderd door. In Michigan ontstond een nieuw reservaat, het reservaat Saginaw Chippewa, waarin bands van de Saginaw, Swan Creek, en Black River werden geplaatst; in Minnesota gaven de resterende Mississippi-, Pillager- en Lake Winnebigoshish-bands die nog niet in reservaten geplaatst waren, hun land bij Gull Lake, Sandy Lake, Rabbit Lake, Pokegamin Lake en Rice Lake op en werden bij hun verwanten bij het Leechmeer en het Meer van Mille Lacs geplaatst te worden; in Minnesota ontstonden nieuwe reservaten bij Asabiikone-zaaga'iganiing (Nett Lake, het latere reservaat Boise Fort) en Gaa-waabaabiganikaag (White Earth); vervolgens raakte de Red Lake Band uit Noord-Minnesota veel van zijn oorspronkelijke land kwijt. Met Treaty 3 uit 1873 droegen de Ojibweg van Zuidwest-Ontario, juist ten noorden van de grens met Minnesota, een enorm uitgestrekt gebied over aan de Canadese overheid. De toewijzing van reservaatland aan de zuidelijke Ojibweg ging tot diep in de 20e eeuw door: in 1923 droegen de Ojibweg uit Zuid-Ontario hun territorium over aan de Canadese overheid in ruil voor reservaatland, in 1938 werden de 'St. Croix Chippewa Indians' en de Sokaogan (Mole Lake) Band uit Wisconsin in reservaten geplaatst, en ten slotte kreeg in 1972 een van de zes historische bands van Baaweting (Sault Ste. Marie) uit Noord-Michigan federale erkenning en een reservaat toegewezen.
De tweede helft van de 19e eeuw en de eerste decennia van de 20e eeuw waren voor de Anishinaabe-Ojibweg en alle andere inheemse naties binnen de grenzen van de Verenigde Staten een dramatische periode waarin het hen zowel economisch als cultureel zeer slecht ging. Met het verdwijnen van de, vaak (semi)nomadische, jagers- en verzamelaarscultuur kwam ook de immateriële cultuur van de gemeenschappen onder zware druk te staan. De nationale politiek ten opzichte van de inheemse volkeren was gericht op assimilatie, en de beoefening van de landbouw moest dit doel verwezenlijken. Tegen het eind van de 19e eeuw werd duidelijk dat deze politiek in het geval van de Ojibweg niet werkte; de noordelijke wouden bleken ongeschikt als landbouwgrond, het groeiseizoen is er relatief kort, en het concept landbouw was de Ojibweg, die traditioneel van wild, vis, ahornsiroop, bessen en wilde rijst leefden, vreemd.
Ook de doorlopend veranderende, vaak grillige overheidspolitiek verergerde de toch al slechte economische positie van de Ojibweg; in plaats van dat deze maatregelen deelname aan de dominante samenleving bevorderden, brachten ze de gemeenschappen voornamelijk bittere gevoelens van frustratie en neerslachtigheid. Ook de Dawes Act uit 1887, die de beruchte politiek van landtoewijzing (Allotment policy) in gang zette die ertoe leidde dat bijna 650.000 m² reservaatland aan individuele tribe-leden werd gegeven en de resterende miljoenen hectares land aan Euro-Amerikanen werd verkocht, maakte het er voor de inheemse bevolking niet beter op.

## Landoverdracht in Noord-Ontario, Manitoba en Saskatchewan en de gevolgen voor de noordelijke Ojibwe-gemeenschappen (1850 tot — )

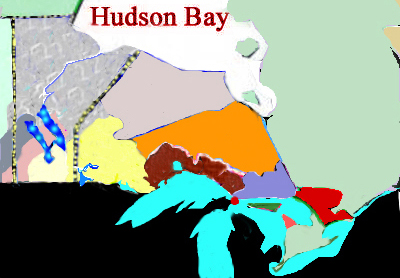
Verdragen met de Anishinaabe-Ojibweg in zuidoostelijk Canada. De kleuren op de kaart corresponderen met enkele belangrijke geografische locaties en met de 10 belangrijkste verdragen die tussen 1850 en 1930 zijn gesloten. Bron: Zhaawano Giizhik.
- Zwart: Verenigde Staten.
- Rode stip: Baaweting (Sault Ste. Marie), op de grens van Michigan en Ontario.
- Mintblauw: Grote Meren (van links naar rechts: Bovenmeer, Michiganmeer, Huronmeer en de Georgianbaai, Eriemeer en Ontariomeer); Rainy Lake (links van het Bovenmeer); Nipigongmeer (boven het Bovenmeer).
- Blauw met witte stippen: Manitobameer / Winnipgosismeer (links), en Winnipegmeer (rechts) in Manitoba.
- Blauw: Lake of the Woods, Ontario.

Verdragen tussen de Britse Kroon en de Ojibwe-gemeenschappen in Canada tussen 1850 en 1930, zie kaartje. De zuidelijke provincies waar de verdragen zijn gesloten zijn v.l.n.r.: Saskatchewan, Manitoba en Ontario. Het grote (groen ingekleurde) gebied rechts van de Hudsonbaai is Quebec. De verschillende verdragen zijn weergegeven door kleuren. V.l.n.r.:
- Donkergrijs: Treaty #4 (Qu’appelle Treaty) tussen koningin Victoria en de Nakawē-Ojibweg, Nêhiya- en Woods Cree en Nakoda (Assiniboine), 1874, onder andere Zuid-Saskatchewan en Zuidwest-Manitoba.
- Gemarmerd grijs: Treaty # 5 tussen koningin Victoria en de Nakawē-Ojibweg en de Swampy Cree, 1875, Oost-Saskatchewan, Centraal- en Noord-Manitoba en West-Ontario.
- Roze: Treaty #2 tussen koningin Victoria en de Nakawē-Ojibweg, Swampy Cree en Nêhiya-Cree, 1871. Zuidwest-Manitoba en Zuidoost-Saskatchewan.
- Lichtgeel: Treaty #1 tussen koningin Victoria en de Nakawē-Ojibweg /Swampy Cree, 1871, Zuidoost-Manitoba.
- Donkergeel: Treaty #3 tussen koningin Victoria en de Nakawē-Ojibweg (Winnipeg Saulteaux), 1873. Zuidoost-Manitoba, Zuidwest-Ontario.
- Lichtgrijs: Aanvullingen op Treaty # 9, 1929-1930, Ojibweg en Swampy Cree, Noord-Ontario.
- Oranje: Treaty # 9 (James Bay Treaty), tussen koning Eduard VII en de noordelijke Ojibweg, Moose Cree en Eeyouch (James Bay Cree), 1905. Noord-Ontario en Noordwest-Quebec.
- Bruin: Robinson-Superior Treaty tussen de 'Province of Canada' en de zuidwestelijke en zuidoostelijke Ojibweg die aan de noordzijde van het Bovenmeer leefden. Sault Ste. Marie, Ontario, 1850.
- Paars: Robinson Huron Treaty tussen de 'Province of Canada' en de zuidoostelijke Ojibweg die aan de noordkust van het Bovenmeer en het schiereiland van Ontario leefden. Sault Ste. Marie, Ontario, 1850.
- Donkergroen: Manitoulan Island Treaty tussen de 'Province of Canada' en de Ojibeweg en Odaawaag, 1862. Manitoulan Island, Ontario.
- Lichtrood: Crown Treaty # 72 (Saugeen Surrenders), tussen de Britse Kroon en de Ojibweg (Saugeen First Nation) van het schiereiland Bruce. Saugeen, 1854. Schiereiland van Ontario.
- Donkerrood: Williams Treaties, tussen koning George V en de zuidoostelijke Ojibweg en Misi-zaagiwininiwak (Mississauga) die tussen de rivier de Ottawa en het Nipissingmeer leefden, 1923, Zuidwest-Ontario.

De grootschalige onteigening van Anishinaabe Aki in het gebied dat de huidige Amerikaanse staten Minnesota, Wisconsin en Michigan en het zuiden van Ontario omspande, kreeg een vervolg in de noordelijker gelegen gebieden, ten noorden van het Nipigonmeer in Ontario, in zuidelijk Manitoba en in Saskatchewan. Ook hier was het sluiten van verdragen met de inheemse bevolking ingegeven door economische behoeften, en ook hier werden de Ojibweg geconfronteerd met grote culturele veranderingen en een oplopende sociale achterstand in hun gemeenschappen. Toch kwam de reeks Genummerde Verdragen (Numbered Treaties) die de noordelijke Ojibweg sloten met de Canadese overheden pas relatief laat op gang, aangezien deze de kwestie van de naar onafhankelijkheid strevende Métis eerst wilde regelen. In 1871, nadat de opstand van de Métis uit Manitoba was neergeslagen, werden de Treaties 1 en 2 gesloten met de Ayisiniwak (Swampy Cree) en Nakawē-Ojibweg (Winnipeg Saulteaux) uit het gebied ten zuiden van het Winnipegmeer en het Manitobameer.
Met Treaty 3 uit 1873 raakten de Ojibweg uit Zuid-Ontario, die in het gebied leefden dat grenst aan Minnesota (waaronder de streek rondom Rainy Lake), een enorm groot stuk land kwijt aan de Canadese overheid. Het land van de Nakawēk (Plains Ojibwe), Nêhiyawak (Plains Cree), Woods Cree en Nakoda (Assiniboine) uit het zuiden van Saskatchewan en het zuidwesten van Manitoba werd vervolgens onteigend door gebruik van de Treaty 4; deze landoverdracht vond in hetzelfde jaar plaats. Treaty 5 werd in 1875 gesloten met de gemeenschappen van de Nakawē-Ojibweg en Swampy Cree uit Oost-Saskatchewan, Centraal- en Noord-Manitoba en West-Ontario, tot in het gebied dat aan de westkust van de Hudsonbaai grenst. Treaties no. 6 t/m 8 hadden betrekking op landoverdracht op andere Canadese inheemse volkeren dan de Ojibweg. In 1905-06 werd Treaty 9 gesloten tussen de Ojibwe- en Ayisini (Cree)-naties uit Noord-Ontario en de Britse Kroon; in 1929 en 1930 werden hier nog nadere bepalingen aan toegevoegd.
In 1973 verenigden bijna alle Ojibwe-, Anishini (Oji-Cree)- en Woods, Swampy en Moose Cree-bands uit Ontario die onder Treaty 5 en Treaty 9 vielen, zich politiek, economisch en cultureel in een Provincial Territorial Organization (PTO), een politieke organisatie die First Nations vertegenwoordigt, en die 'Grand Council Treaty No. 9' werd genoemd. In 1982 werd de naam van deze PTO veranderd in Nishnawbe Aski Nation (NAN), of voluit: Anishinaabe-aski Ishkoniganan Ogimaawin. (ᐊᓂᐦᔑᓈᐯ ᐊᔅᑭ ᐃᔥᑯᓂᑲᓇᓐ ᐅᑭᒫᐎᓐ in het syllabische schrift.) Deze succesvolle organisatie bestaat tegenwoordig uit 49 gemeenschappen en wordt vertegenwoordigd door zes 'stamraden', en één raad van 'onafhankelijke gemeenschappen'.

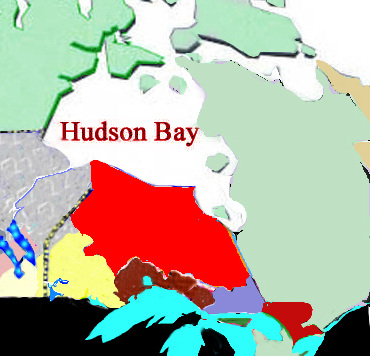
Kaart van Nishnawbe Aski in Noord-Ontario en Noordoost-Manitoba. Het gebied is rood ingekleurd. Bron: Zhaawano Giizhik.

In de ogen van de dominante Canadese samenleving waren de dunbevolkte delen in het noorden niet veel meer dan een delfstoffenkolonie voor de rest van het land. De nationale maatschappijen en multinationals die hier vanaf de tweede helft van de 20e eeuw opereerden, oriënteerden zich dan ook uitsluitend op de markt, waarbij het zo snel en goedkoop mogelijk exploiteren van winstgevende grondstoffen – goud, hout, olie, aardgas e.d. – voorop stond.
Deze vorm van kapitalistische roofbouw leidde ertoe dat het verdiende geld naar het rijkere zuiden verdween, de aarde en het water vervuild raakte en de inheemse gemeenschappen die van de aarde moesten leven en van wat de rivieren en meren hen opbrengt, in toenemende mate verpauperden. Papierfabrieken loosden chemische afvalstoffen in het afvalwater, wat resulteert in een dramatisch hoog kwikgehalte in vis, waar de Ojibweg voor hun levensonderhoud van afhankelijk zijn. De visconsumptie leidde tot ernstige kwikvergiftigingen en de sociale problemen tot vergiftiging door alcohol en drugs. Waar de bron van het bestaan verdween, verdwenen ook de cultuur en de tradities die daarmee verband hielden, en daarmee de mentale weerstand van de Ojibweg. De voorbeeldfunctie voor de kinderen raakte steeds meer zoek, waardoor zij van hun achtergrond, hun voorvaderen en hun grootouders en ouders vervreemdden. Deze vicieuze cirkel eist vanaf de jaren zestig van de 20e eeuw in vrijwel alle noordelijke Ojibwegemeenschappen een zeer hoge tol.
Een verstoord evenwicht door grootschalige roofbouw en besmetting van de natuurlijke bronnen; de bouw van hydrodammen waardoor geregeld vruchtbaar land (zoals wilde-rijstvelden) en jachtgronden onder water komen te staan; een gedwongen levenswijze onder “Indian laws”, die als onderdrukkend en discriminatoir worden ervaren; de failliete integratiepolitiek en het mislukte huisvestingsbeleid door de overheid; een bevooroordeelde en vijandige houding van relatief veel Canadezen uit het hoge noorden ten opzichte van inheemse mensen; het mentaal niet opgewassen zijn van veel Ojibweg tegen het keiharde materialisme en consumentisme die de overheersende maatschappij hen oplegt, wat zich uit in agressief of zelfdestructief en apathisch gedrag; misbruik van sterkedrank, benzine en huishoudelijke oplosmiddelen, ook door vrouwen en zeer jonge kinderen; een zeer hoog zelfdodingspercentage; huiselijk geweld en incest; een op grote schaal voorkomend foetaal alcoholsyndroom op talloze reservaten. Al deze zaken, gecombineerd met een extreem afhankelijke positie ten opzichte van het DINA (Department of Indian and Northern Affairs) en een hiermee verband houdende, vele generaties durende afhankelijkheid van sociale bijstand, hebben in Nishnawbe Aski de afgelopen decennia geleid tot een dramatische en grootschalige sociale desintegratie en een miserabele levensstandaard op de ishkoniganan (reservaten) die in veel gevallen nog lager is dan die in menig derdewereldland.
Maar ook de gemeenschappen in het zuiden, zowel in Canada als de VS, die zich de afgelopen 150 jaar maar moesten zien aan te passen aan een ten opzichte van inheemse mensen vaak bevooroordeelde en soms uitgesproken racistische westerse maatschappij – om maar niet te spreken van de ziektes en sterkedrank waartegen zij geen resistentie hebben –, zagen de middelen van bestaan rondom hun reservaat steeds meer aangetast worden door mijnbouw, boslandbouw en toerisme. Ook hier zijn al generaties lang talloze families afhankelijk van de bijstand en ook zij zien de drank- en misdaadproblemen en de extreme armoede op het reservaat niet aan zich voorbij gaan. Toch lukt het enkele Ojibwe-gemeenschappen, in het hoge noorden wegens een relatief geografisch isolement en in het zuiden dankzij belastingvrije inkomsten van casino's op het eigen grondgebied, te ontsnappen aan de vicieuze cirkel van drank en sociale ellende, te investeren in een goede gezondheidszorg en scholing, en hun economische en culturele zelfstandigheid te bewaren. Veel van de rechtszaken die in de jaren zeventig en tachtig van de 20e eeuw werden aangespannen tegen de federale overheden, met als inzet de bevestiging van de verdragsrechten met betrekking tot jacht en visvangst, zijn inmiddels gewonnen; dit betekent dat de Anishinaabe-Ojibweg weer mogen vissen en manoonin oogsten in de domeinen die buiten de reservaten liggen.
In samenhang met deze verbeteringen viel in de jaren tachtig eveneens een kentering in het beleid van het DINA waar te nemen. Het departement, dat in het verleden uitblonk in een paternalistische houding en een inefficiënte werkwijze, probeert nu doelmatig in te spelen op de eigen behoeften van de Ojibwe-populaties. Of dit beleid op de lange termijn zijn vruchten afwerpt zal nog moeten blijken.

## Verdragen (1764-1854)
Voor een beschrijving van dit onderwerp, zie: Ojibweg

## Jacht- en visserijrechten (vanaf 1836)
Voor een beschrijving van dit onderwerp, zie: Ojibweg

## Casino's (vanaf 1988)
Voor een beschrijving van dit onderwerp, zie: Ojibweg